# Urbanistica a Roma tra il 1870 e il 2000

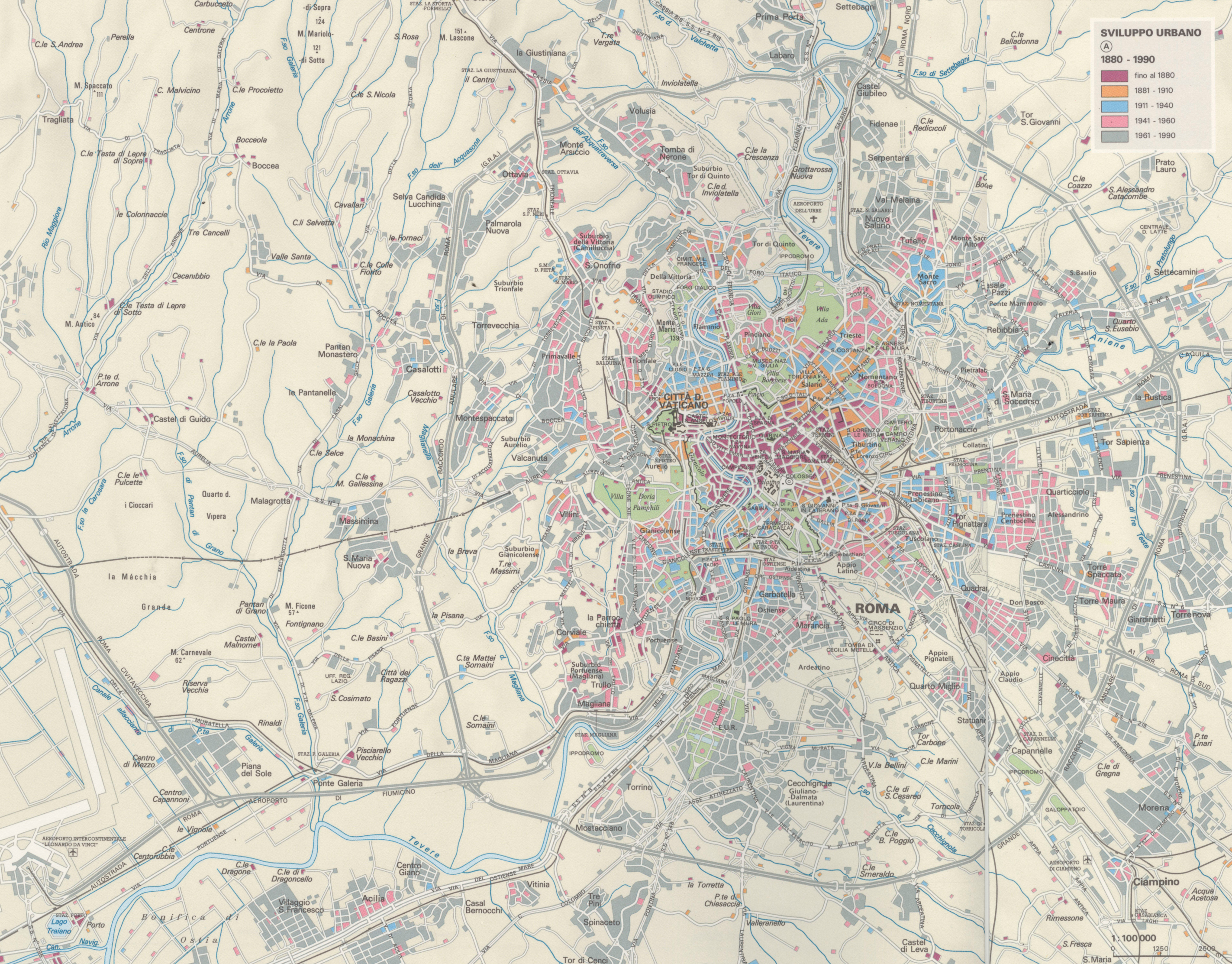
Mappa del Touring Club Italiano che illustra lo sviluppo urbanistico di Roma dal 1880 al 1990.

L'urbanistica a Roma tra il 1870 e il 2000 costituisce un fenomeno di crescita unico nella storia dell'urbanistica in Italia, che costituì una radicale rottura con la situazione precedente.

## Demografia
Negli anni successivi la sua nomina a capitale del Regno d'Italia a seguito del Risorgimento, la città conobbe uno sviluppo rapido e tumultuoso. Infatti, dal 1870 al 2000: Milano passa da 290.000 a 1.256.000 abitanti, Napoli da 489.000 a 1.004.000, Torino da 210.000 a 800.000, Palermo da 224.000 a 670.000, mentre Roma passa da circa 244.000 del 1871 ai 2.800.000 nel 1981, anno in cui comincia il decremento che la porta, nel 2001, a poco più di 2.500.000 residenti.

## Contesto urbano all'indomani dell'Unità d'Italia

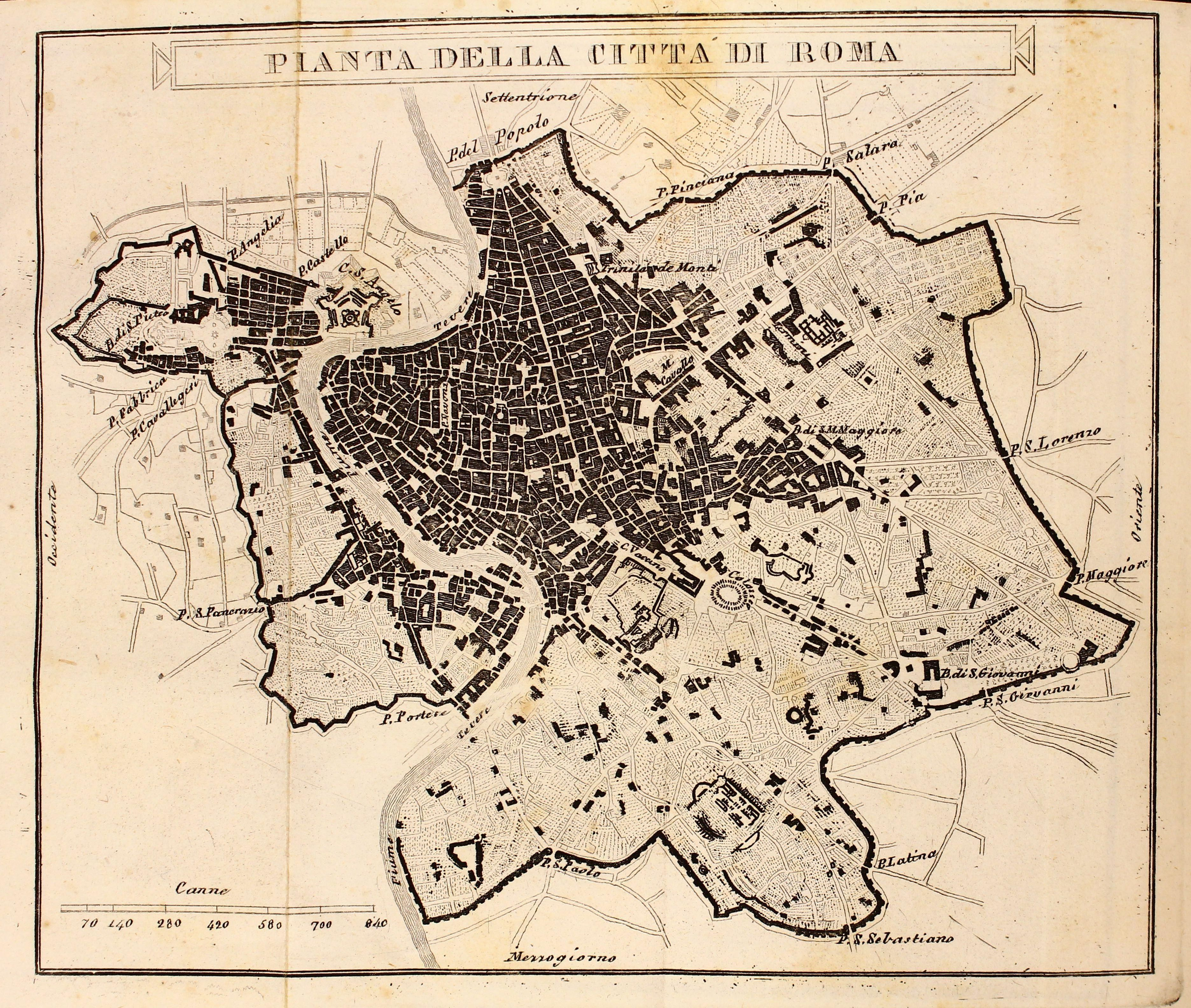
Pianta di Roma del 1838, molto simile alla situazione nel 1870.

Ancora nel 1870, Roma si presentava come una piccola città fortemente rurale, costellata da ruderi monumentali dell'antichità e dotata di vaste aree di orti urbani. Il suo aspetto pittoresco e singolare tra le capitali europee la resero una meta popolare tra i viaggiatori dell'età moderna, tra cui Goethe, e tra gli artisti che qui venivano da tutta Europa sin dalla riscoperta dell'arte classica del Rinascimento; questi erano differenti tuttavia dai pellegrini religiosi diretti in città e alla tomba di Pietro in epoche precedenti e sin dalla tarda antichità. Dunque, la spinta modernizzatrice dopo l'Unità, accompagnata dalle forti tensioni speculative a livello internazionale, ha fatto sparire in pochi anni definitivamente quell'ambiente.
Come notava Franco Ferrarotti nel 2003:
E, poco più avanti:
È su questo sfondo e in questa cornice che può leggersi lo sviluppo urbanistico della città.

## I piani regolatori e le leggi speciali

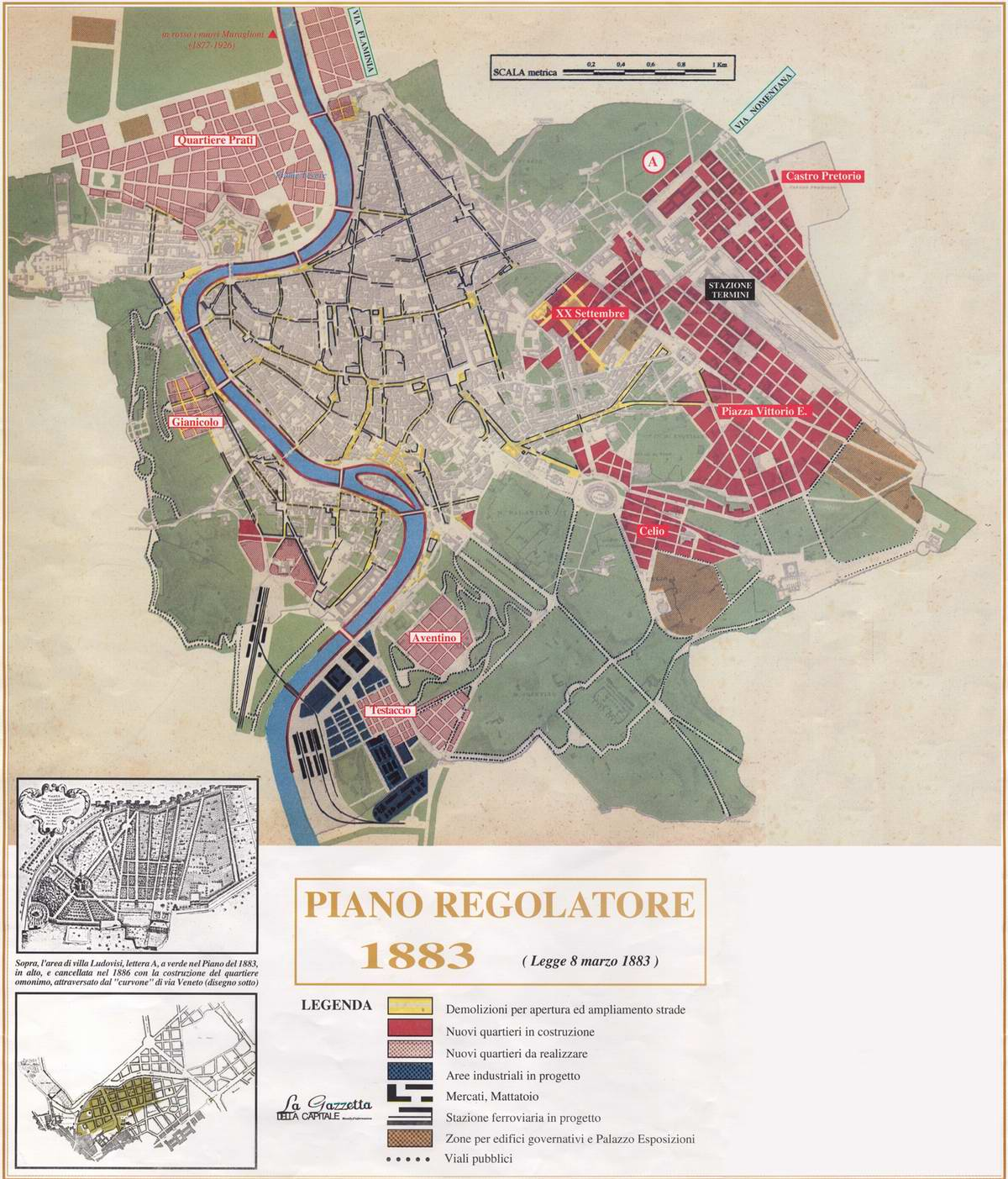
Il piano Viviani del 1883

- 1873: primo Piano Regolatore, rimasto sulla carta;
  - 1881: legge n. 209 del 14 maggio 1881, che stanzia finanziamenti per il concorso dello stato alle spese per realizzare a Roma i servizi adeguati a una capitale;
- 1883: Piano Regolatore di Alessandro Viviani a modifica e integrazione del precedente;
- 1909: Piano Regolatore di Edmondo Sanjust di Teulada, approvato il 10 febbraio;
- 1931: Piano Regolatore di Piacentini, Giovannoni e altri su incarico del Governatorato di Roma;
  - legge 24 marzo 1932, n. 355, che finanzia il Piano Regolatore del '31;
- 1962-1965: Piano Regolatore Generale adottato il 18 dicembre 1962 e approvato il 16 dicembre 1965, al quale saranno apportate due varianti generali, la prima nel 1967 (sindaco Amerigo Petrucci), la seconda nel 1974 (sindaco Clelio Darida);
- 1966: legge 26 maggio 1966, n. 311 che proroga con modifiche la legge 355 del 1932;
  - 1990: legge 15 dicembre 1990 n. 396, "Interventi per Roma, Capitale della Repubblica", che crea anche una "Commissione per Roma capitale";
  - 2000: DPCM del 21 dicembre 2000, che modifica la legge del '90;
- 2008: il 20 marzo il Consiglio comunale approva il nuovo Piano Regolatore Generale[3].

## La capitale del Papa
Al momento della presa di Roma (20 settembre 1870), lo Stato sabaudo si trovò a dover trasformare la capitale di uno Stato teocratico assolutista, la cui economia locale era basata sulla rendita fondiaria e sul paternalismo assistenziale, nella capitale di un moderno Stato liberale. La stratificazione sociale ed economica della città al momento dell'Unità d'Italia si può così sintetizzare:
- Al vertice le alte gerarchie clericali, con funzioni di governo e proprietarie - attraverso ordini, chiese e monasteri - di vastissime proprietà fondiarie all'interno delle Mura e lungo tutta la campagna romana, e la nobiltà, detentrice del resto della proprietà fondiaria e delle sue rendite. Entrambe le tipologie proprietarie avevano un dominante carattere latifondista.
- Alla base c'era un popolo complessivamente misero, ma saldamente vigilato in nome della fede e, in cambio, sufficientemente assistito nei propri bisogni materiali.[4]
- In mezzo il clero e i cosiddetti ceti produttivi, che consistevano nell'insieme di alte cariche burocratiche (strettamente dipendenti nella selezione e nei comportamenti dalle gerarchie ecclesiastiche), rappresentanti delle professioni eredi delle medioevali arti liberali, e nei cosiddetti "mercanti di campagna"[5].

Questi ultimi costituivano il cosiddetto generone, ovvero un ceto di grandi affittuari dei latifondi (che a loro volta subappaltavano), garante fin dal XVI secolo della liquidità delle classi dominanti e della tutela degli approvvigionamenti alimentari cittadina. Esso era quello che più si avvicinava per condizioni materiali alla borghesia europea: questo rivaleggiava con la nobiltà se non in stile certo in lusso, ma - trattandosi di intermediari ed organizzatori, piuttosto che di produttori, di ricchezza - era completamente subordinato, sul piano del potere politico e culturale, alle classi egemoni. Dal punto di vista della struttura economica, Roma era, come nei secoli precedenti, soprattutto un centro di consumo e di servizi che non di produzione: quasi completamente priva di industrie, produceva invece localmente artigianato di lusso e quel che oggi chiameremmo servizi.
Dal punto di vista urbanistico poi la Roma del 1870 era ancora quella ridisegnata da papa Sisto V nel XVI secolo: l'abitato era completamente inserito all'interno delle mura aureliane al cui interno erano presenti ancora molte aree agricole e il disegno della città era quello di un abitato antico e medievale, con spazi pubblici stretti e poco manutenuti, mentre la burocrazia e le istituzioni del nuovo Regno d'Italia chiedevano nuovi spazi e una città più moderna. L'eversione dell'asse ecclesiastico in questo senso aveva già preparato il terreno, con le leggi del 1866 e del 1867.

## La capitale del Re

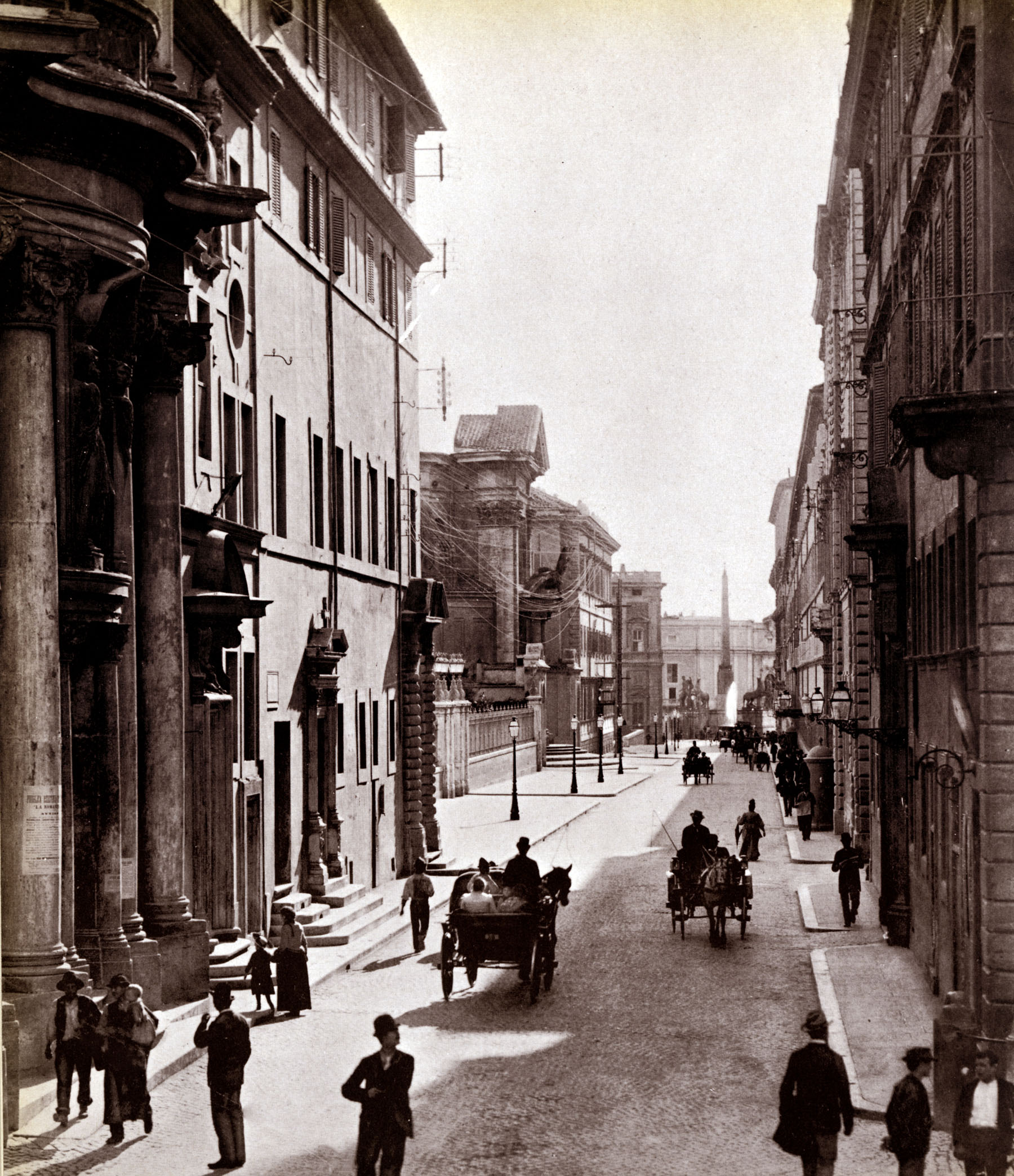
Via del Quirinale 1890 ca

Per il trasferimento della capitale da Firenze a Roma si emanò un'apposita legge il 3 febbraio 1871, che dava allo Stato ampie facoltà di esproprio, e poco dopo, con legge del 19 giugno 1873, si estese anche a Roma e provincia la legislazione sulla soppressione delle corporazioni religiose del 1866/67, che a Roma toccò 134 delle 221 case religiose esistenti (furono risparmiate quelle che si occupavano di assistenza, beneficenza, missioni) e consentì l'assegnazione al comune o ad enti pubblici, o la destinazione ad utilità pubblica, o la vendita, dei loro beni immobili.
All'arrivo della nuova classe dirigente Roma era piena di conventi e di edifici destinati ad usi collettivi semi-pubblici, poi utilizzati nella fase di primo insediamento dello Stato sabaudo per le nuove istituzioni statali: tra il 1871 e il 1875 ne furono espropriati una cinquantina; alcune di queste furono temporanee, altre divennero stabili. Furono subito scelte le sedi delle massime istituzioni:
- il Palazzo del Quirinale, già residenza estiva del Papa, fu destinato a Palazzo reale;
- a Palazzo Madama, già sede del Ministero pontificio delle finanze, fu insediato il Senato del Regno;
- a Palazzo Montecitorio, già sede dei tribunali pontifici, fu insediata la Camera dei deputati, convertendo in aula il cortile centrale.

Le sedi della Presidenza del Consiglio e dei dicasteri statali:
- Presidenza del Consiglio e Ministero dell'interno a Palazzo Braschi
- Ministero degli esteri a Palazzo della Consulta
- Ministero di grazia e giustizia a Palazzo Firenze
- Ministero dell'agricoltura, dell'industria e del commercio a Palazzo della Stamperia
- Prima il Ministero delle finanze, poi il Ministero della pubblica istruzione al convento dei Domenicani a Santa Maria sopra Minerva
- Ministero della guerra al convento dei Minori conventuali ai Santi Apostoli
- Ministero della marina al convento degli Agostiniani a Sant'Agostino
- Ministero dei lavori pubblici al convento delle Clarisse a San Silvestro in Capite

Altri organi pubblici:
- Tribunali al convento dei Filippini a Santa Maria in Vallicella
- Caserma e poi Archivi di Stato nella Casa professa dei Gesuiti al Gesù
- Vigili Urbani al Convento di Aracoeli (demolito per la costruzione del Vittoriano)
- Liceo ginnasio Visconti e Biblioteca nazionale centrale al Collegio Romano
- Ufficio del Registro al convento dei Teatini a Sant'Andrea della Valle
- Carcere giudiziario al convento delle Carmelitane scalze a Santa Maria Regina Coeli (sta ancora lì)
- Questura al convento dei Serviti a San Marcello al Corso
- Facoltà di Ingegneria al convento dei canonici lateranensi a San Pietro in Vincoli (sta ancora lì).

Entro il 1877 era stato liquidato l'80% del patrimonio degli enti soppressi. Le tenute agricole furono acquistate all'80% da "mercanti di campagna", ma passarono di mano anche vasti patrimoni edilizi. I principali proprietari di immobili in città restavano comunque gli Odescalchi, i Doria Pamphili e i Pallavicini. Li seguiva, però, il non nobile Augusto Silvestrelli, mercante di campagna.

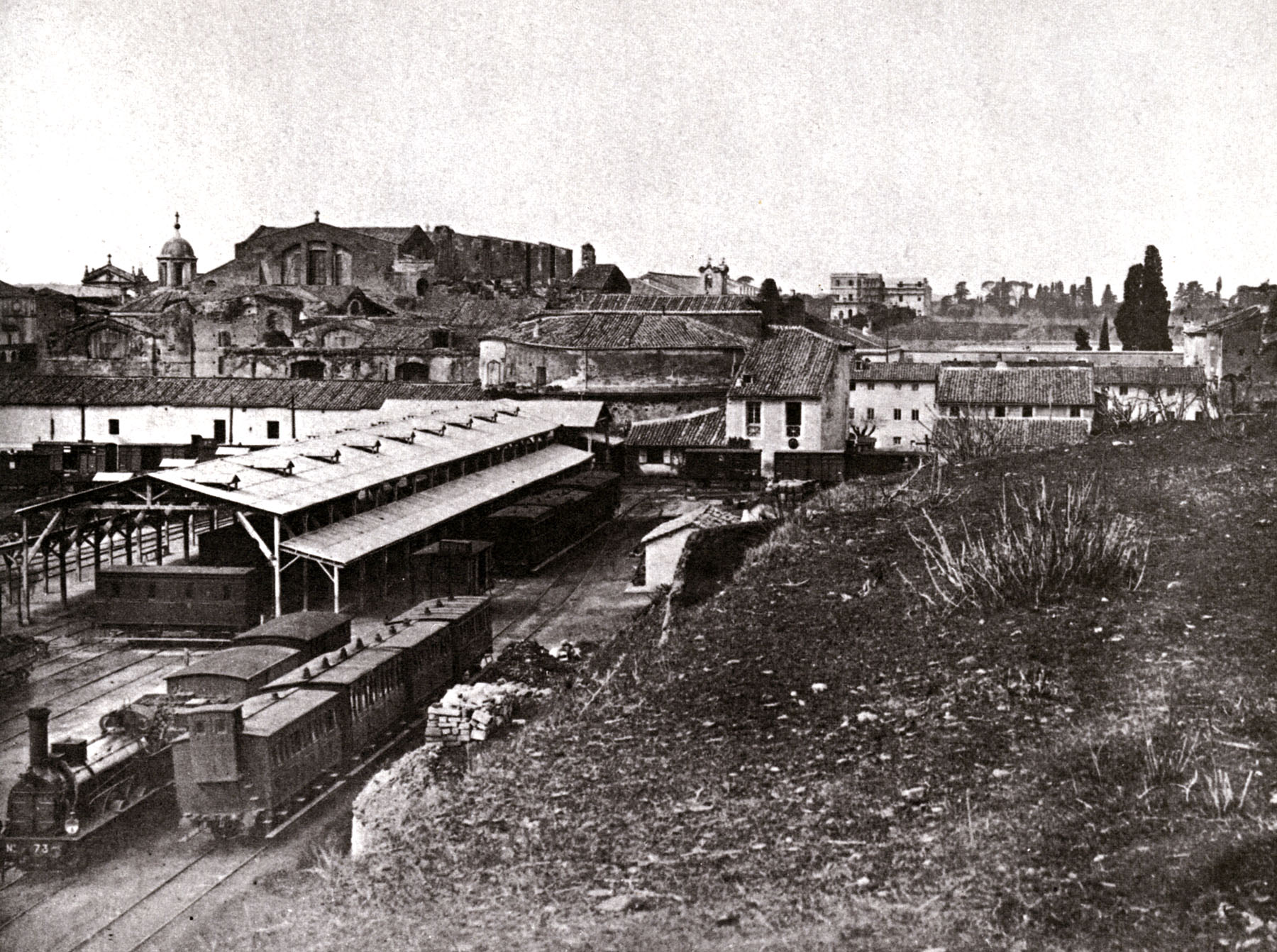
La Stazione Termini in una foto del 1868. La prima stazione si innestava direttamente nell'area detta "botteghe di Farfa".

Il vertice della modernizzazione tecnologica consentita da Pio IX era stato l'introduzione di linee ferroviarie: la ferrovia Roma-Frascati era stata inaugurata nel 1856, seguita, entro il 1867, dalla ferrovia Roma-Civitavecchia, dalla Roma-Orte e dalla Roma-Ceprano. La scelta di centralizzare i punti d'arrivo ferroviari all'Esquilino, localizzando a Termini la nuova stazione centrale inaugurata nel 1867, fu fortemente voluta da Monsignor de Mérode, che aveva acquistato ampi terreni nella zona, e con la creazione della direttrice di Via Nazionale verso il Corso vincolò fortemente il primo sviluppo urbanistico postunitario.

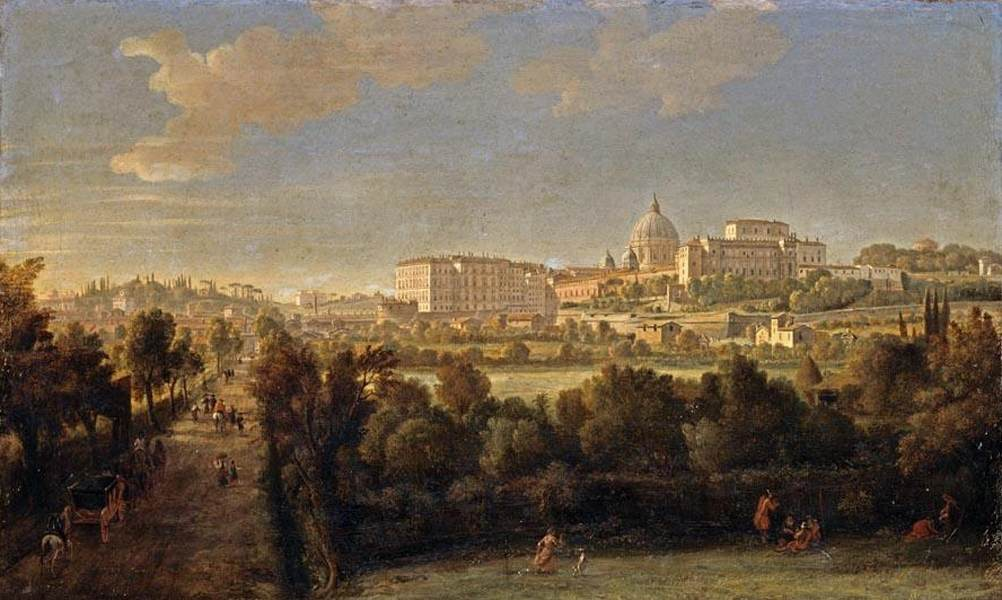
I "prati di Castello" fu una delle zone al centro della strategia urbanistica di de Mérode. Una volta urbanizzata, la zona divenne il quartiere "Prati".

La scommessa immobiliare di de Mérode si sommò all'urgenza dello Stato sabaudo di creare nuovi spazi direzionali da saldare a quelli tradizionali di Roma, che erano localizzati nei rioni storici e lungo Via del Corso; la zona individuata - l'altura tra Porta Pia e il Quirinale, compresi sia l'area delle Terme di Diocleziano fino al Viminale sia l'Esquilino fino a via Labicana - era poco urbanizzata, occupata da ville, orti e vigne; i proprietari delle ville cominciarono a lottizzare, altri investitori si misero ad acquistare terreni sulle orme di de Mérode, e infine lo Stato stesso, nella persona di Quintino Sella, grande dominus della prima organizzazione di Roma capitale, scelse quella direttrice come spazio di espansione dell'edilizia pubblica, con i nuovi ministeri allineati tra Porta Pia e il Quirinale, lungo la pontificia strada Pia, che sarebbe stata presto ribattezzata via XX Settembre, orientando la prima urbanizzazione postunitaria nella zona "alta" a nordest della città.
Nel 1874 quest'area, oggetto della forte urbanizzazione post-unitaria, fu distaccata dal R. I Monti e andò a costituire un nuovo rione, il R. XV Esquilino, incentrato su piazza Vittorio Emanuele II.

### Lavori pubblici
Per quanto riguardava le opere pubbliche, le scelte dei primi due o tre decenni di Roma capitale furono completamente assoggettate alla volontà dell'amministrazione centrale dello Stato, e alla sua immagine della capitale del nuovo stato unitario.
I costi altissimi dei lavori pubblici necessari alla modernizzazione e all'espansione di Roma furono coperti in parte dalle alienazioni dei beni ecclesiastici, e furono anche ridotti dal sistema delle convenzioni con i privati che avrebbero costruito sui terreni concordati attraverso una prima bozza di Piano regolatore, che fu discusso e approvato alla fine del 1873 dal Consiglio comunale, poco convinto, peraltro, che fosse necessario fare grandi programmi e piuttosto incline a lasciare spazio alle scelte dei privati. 
Haussmann, che faceva scuola di modernizzazione urbana in tutta Europa, fu interpellato anche da Crispi, grande decisore della riorganizzazione della nuova capitale. La soluzione demolitoria che il francese proponeva venne tuttavia applicata assai marginalmente, almeno fino al fascismo, sicché Roma poté conservare ad esempio, a differenza di Parigi e di Milano, la sua cinta muraria.
In pratica, la città fu per una trentina d'anni un grande cantiere: l'arginatura del Tevere, che consistette nella costruzione degli argini ancora oggi visibili, che cambiò il rapporto della città col fiume (e che si protrasse per cinquant'anni) s'intrecciò con la costruzione della rete fognante e l'ampliamento del sistema idrico, e con la costruzione dei ministeri. Questo migliorò di molto la gestione delle piene del Tevere, che allagavano periodicamente (all'incirca ogni 30 anni) l'intera zona del centro e di cui si conserva memoria storica del livello su indicatori apposti su diversi edifici, già a partire dal secolo XIII. La costruzione delle mura portò alla soppressione di numerosi porti sul Tevere, talvolta con opera di demolizione (come nel caso del Porto di Ripetta).
Alla morte del re Vittorio Emanuele II si decise di costruirne l'enorme monumento a lui dedicato, il Vittoriano, su un lato del Campidoglio, da sempre simbolo del potere politico cittadino e statale. Per edificare tale opera, si demolì, a partire dal 1886, una serie di antichi edifici confiscati alle autorità ecclesiastiche, in particolare il Convento di Aracoeli con l'annessa Torre di Paolo III, insieme all'edilizia minore sorta a ridosso di queste strutture: contestualmente, si cominciò l'allargamento degli spazi della sottostante Piazza San Marco (futura Piazza Venezia), con demolizione dei palazzi anche di pregio (in particolare il palazzo Bolognetti-Torlonia con Frangipane-Vincenzi), che non furono ricostruiti, mentre il rinascimentale Palazzetto Venezia fu demolito e ricostruito, anche se non fedelmente all'originale, in posizione laterale alla nuova piazza.

### Edilizia privata
Per quanto riguardava l'edilizia privata, poi, i protagonisti furono i finanzieri - italiani ma anche francesi, belgi e tedeschi - che vedevano nella nuova capitale da costruire una grande occasione di investimento e di speculazione.
Le prime convenzioni, già nel 1871, vennero stipulate con Monsignor de Mérode per la zona attorno a Termini e il primo tratto di via Nazionale, e per l'Esquilino. Nei due anni successivi vennero firmate le convenzioni per il Celio, Castro Pretorio e la zona attorno a Santa Maria Maggiore.
Le infrastrutture all'edilizia privata furono assicurate da convenzioni, con le quali i proprietari dei terreni ne cedevano una parte allo Stato, che provvedeva alle opere di urbanizzazione (strade e fognature soprattutto), ed autorizzava i privati a costruire "per pubblica utilità" - dichiarazione grazie alla quale le imprese potevano anche, se necessario, procedere direttamente ad espropri. In questo modo lo Stato non doveva farsi carico del costo dei terreni e dell'eventuale contenzioso.
Bisogna inoltre annoverare le residenze fatte costruire dai Savoia a villa Ada (1873-4) sulla via Salaria e a villa Mirafiori (1874-8) sulla via Nomentana, oltre a dimore nobiliari quali Palazzo Brancaccio (1886-1912) in via Merulana e il Palazzo del Principe di Piombino (1886-90) in via Veneto.

### Ospedali
Gli ospedali romani, dotati tradizionalmente di forte autonomia amministrativa e patrimoniale (tradizione comune agli altri soggetti del sistema di assistenza sociale nello Stato Pontificio) furono accentrati nel 1896 nel Pio Istituto di Santo Spirito e Ospedali Riuniti: il primo commissario del neocostituito ente morale fu il sopra citato Augusto Silvestrelli, divenuto deputato.

### Il campo trincerato della città
Nel 1877 fu deliberata la costruzione di quindici forti e quattro batterie d'artiglieria a difesa della nuova capitale d'Italia. Il campo trincerato fu realizzato in due diversi momenti ed ultimato nel 1891.

### Architetture umbertine

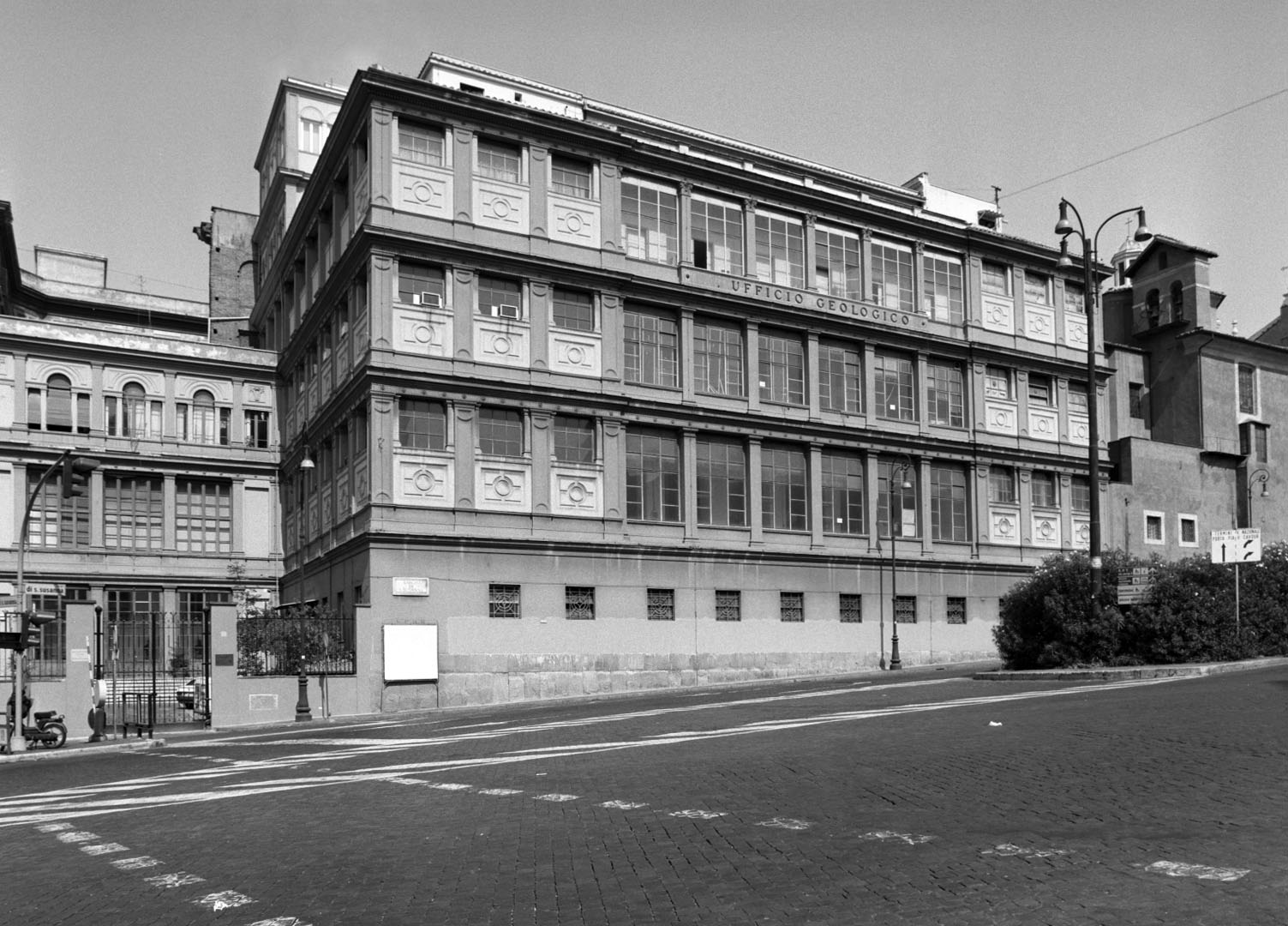
Il palazzo dell'Ufficio Geologico presso Largo di Santa Susanna

Tra le principali costruzioni e infrastrutture di epoca umbertina realizzate a Roma dal governo centrale si annoverano:
- I palazzi ministeriali di via XX Settembre:
  - Palazzo Baracchini (1884-6) e Palazzo Esercito (1871-89)
  - Palazzo delle Finanze (1871-6)
- Via Nazionale (1871-3) e i relativi edifici:
  - Palazzo delle Esposizioni (1880-2)
  - Palazzo Koch, sede centrale della Banca d'Italia (1886-1892)
  - Teatro Eliseo (1900)
- Il Teatro dell'opera (1874-80)
- il Palazzo dell'Ufficio Geologico (1873-81)
- Via Cavour (1880-90)
- Corso Vittorio Emanuele II (1886)
- Palazzo di Giustizia, sede della Corte suprema di cassazione (1889-1911), e Teatro Adriano (1898), entrambi in piazza Cavour (coeva ma inaugurata ufficialmente solo nel 1910)
- Magazzino archeologico del Celio (1890)
- Policlinico militare Celio (1885-91)
- Viale di Trastevere (1888-1890)
- Policlinico Umberto I (1888-1903)

### Il Tevere

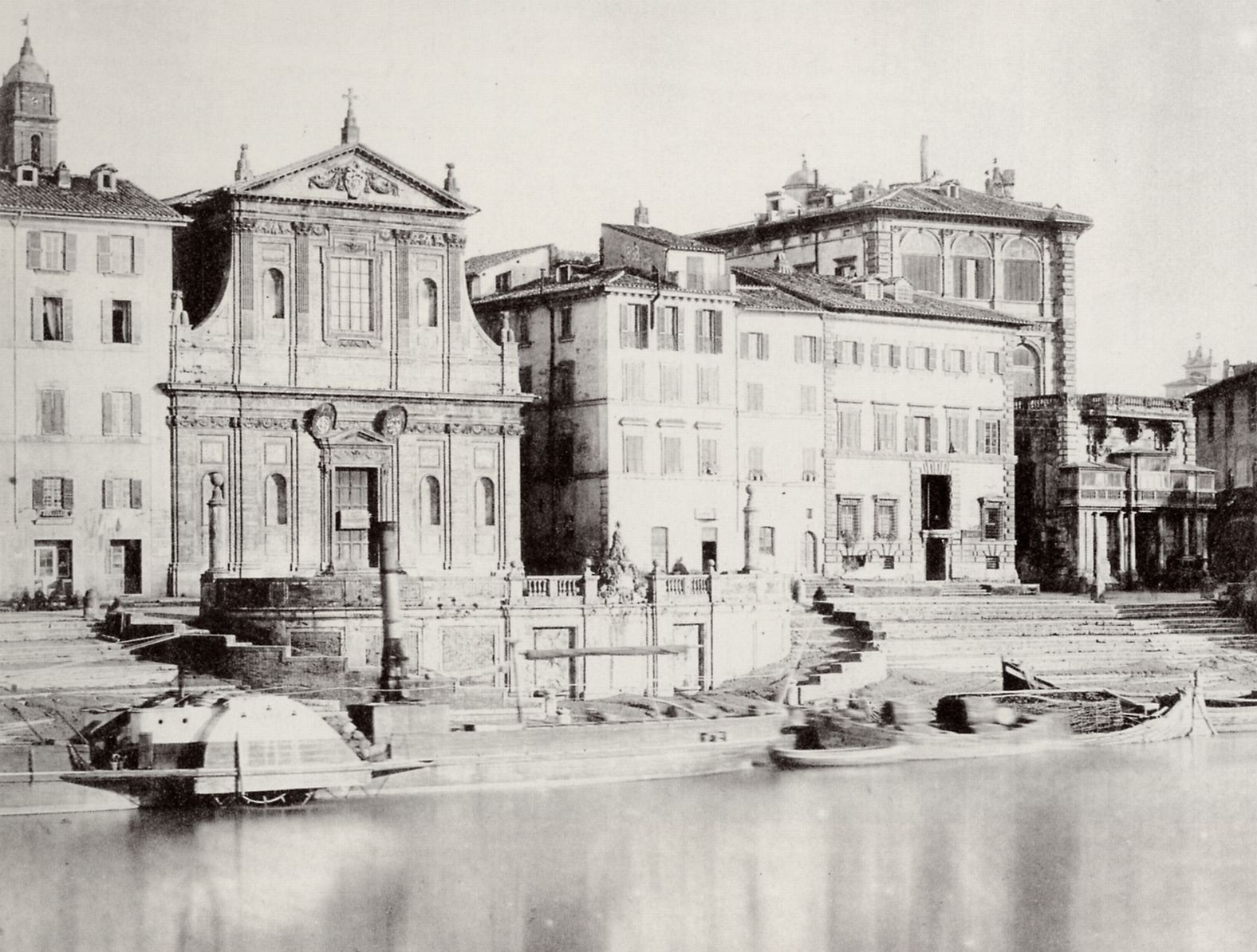
Il porto di Ripetta

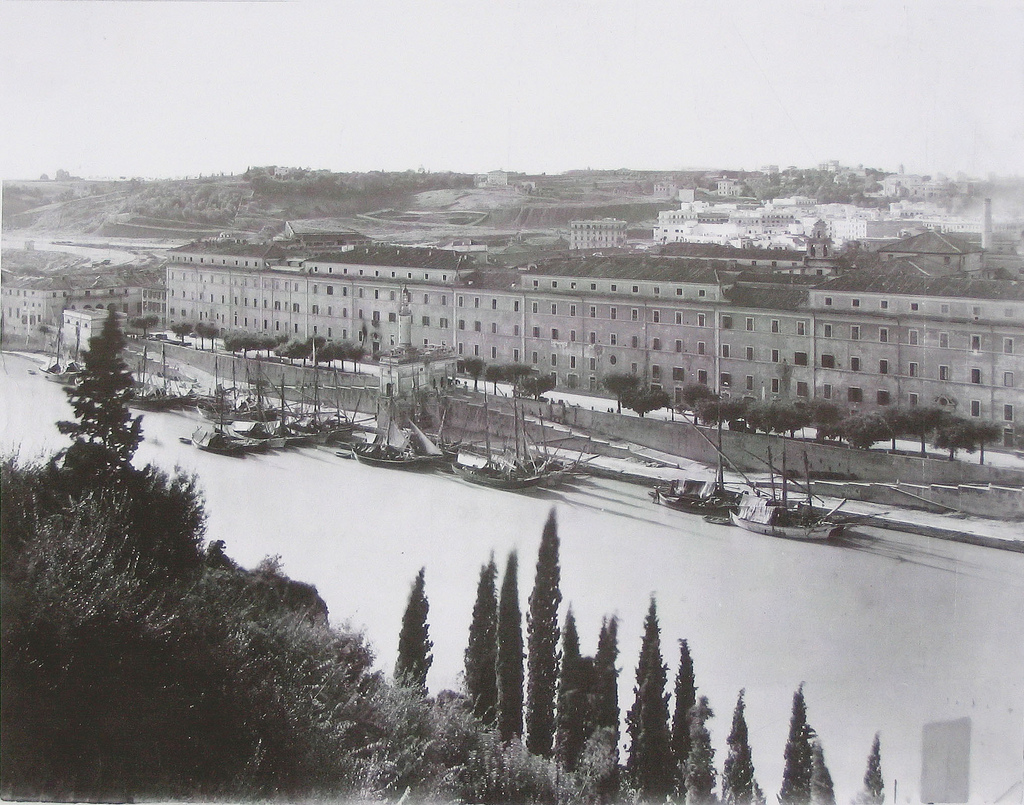
Il porto di Ripa Grande

Sempre in questi anni fu definitivamente risolto il problema delle piene del Tevere, che da secoli affliggevano la città. Su progetto dell'ingegnere Raffaele Canevari, si decise di arginare il fiume con muraglioni di travertino, con alla loro sommità i lungotevere.
Sotto i lungotevere furono previsti due grandi collettori, che avrebbero raccolto l'acqua di tutte le fognature che prima sboccavano direttamente nel fiume e l'avrebbero convogliata più a valle; in questo modo venne risolto per sempre il millenario problema dell'allagamento delle zone basse di Roma attraverso le cloache. Infine venne decisa una radicale sistemazione dell'alveo, con la rimozione di tutte le rovine, la ricostruzione di ponte Cestio, modifiche al ponte Sant'Angelo, la demolizione di due delle tre arcate superstiti di ponte Senatorio (da allora definitivamente “Rotto”) e la demolizione totale di tutto ciò che si trovasse sul tracciato dei muraglioni.
La realizzazione dei muraglioni durò quasi mezzo secolo e terminò solo nel 1926, ma cambiò il volto di Roma e la liberò dalle inondazioni. Il prezzo da pagare fu però la perdita di molte tradizionali attività economiche legate al Tevere, oltre alla scomparsa dei due porti fluviali di Ripa Grande e di Ripetta.

## La capitale tra il 1900 e il 1922

### Nathan e il piano regolatore del 1909

Carl Hagenbeck al centro descrive l'andamento dei lavori dello Zoo di Roma al sindaco Ernesto Nathan, alla sua destra 1909

Nel 1907 Ernesto Nathan assunse la carica di sindaco (che fino al 1993 non era eletto dal popolo ma designato dalla giunta), trovando il piano del 1907 già eseguito da Bonfiglietti. Tuttavia, Nathan preferisce affidare la redazione del nuovo piano ad una persona esterna alla città, dunque senza interessi personali: fu così chiamato Edmondo Sanjust di Teulada, che seppe interpretare nel migliore dei modi le leggi per Roma capitale del 1904 e 1907 promulgate da Giolitti.
Il piano fu presentato già nel 1908 e reso legge nel 1909: era dunque il terzo della città. L'interesse principale di questo piano è la presentazione di due tipologie edilizie:
- il fabbricato (non più alto di 24 metri);
- il villino: questa tipologia sarà modificata nel 1920 in palazzina con decreto regio per far fronte al grande bisogno di abitazioni post-guerra.

Sotto Nathan l'amministrazione comunale di Roma avviò inoltre i lavori per l'acquario e la centrale del latte all'Esquilino, del mattatoio a Testaccio e dei mercati generali all'Ostiense, zona a vocazione industriale ove sorse anche la centrale termoelettrica Giovanni Montemartini. Furono municipalizzati il trasporto pubblico e l'approvvigionamento elettrico, per la cui gestione nel 1909 nacquero rispettivamente la Azienda Autonoma Tranviaria Municipale (AATM, antenata dell'ATAC) e la Azienda Elettrica Municipale (AEM, antenata dell'ACEA).

### Edilizia pubblica
Tra gli edifici dell'epoca eretti dal governo centrale italiano, bisogna annoverare il Palazzo delle Casse di Risparmio Postali in piazza Dante (1907-1912) e la Zecca di Stato in via Principe Umberto (1908-1911), il Palazzo degli Esami in viale di Trastevere, infine il Palazzo dell'Istituto Poligrafico dello Stato in piazza Verdi (1913-1918) e il Giardino zoologico (1909-11). Quest'ultimo si trovava (e si trova tuttora come Bioparco) all'interno del parco di Villa Borghese, acquistata per 3 milioni di lire dallo Stato nel 1901 e ceduta al comune di Roma nel 1903 con la denominazione di Villa comunale Umberto I già Borghese.
Inoltre già negli anni 1910 furono avviati i lavori per nuove sedi ministeriali: essi però furono interrotti a causa della prima guerra mondiale e quasi tutti ultimati solo negli anni 1920, a guerra conclusa.
- Palazzo dell'Agricoltura su via XX settembre, sede del Ministero dell'agricoltura, dell'industria e del commercio, oggi delle politiche agricole alimentari e forestali (1908-1914),
- Palazzo del Viminale, nuova sede della Presidenza del Consiglio e del Ministero dell'interno (commissionato nel 1911 e completato nel 1925),
- Palazzo Piacentini in via Arenula, nuova sede del Ministero della giustizia (commissionato nel 1914 e completato nel 1924),
- Palazzo del Ministero della pubblica istruzione in viale di Trastevere, nuova sede del suddetto dicastero (commissionato nel 1912 e completato nel 1926),
- Palazzo del Ministero dei lavori pubblici a Villa Patrizi, nuova sede del suddetto dicastero, oggi Ministero delle infrastrutture e dei trasporti (commissionato nel 1911 e completato nel 1925),
- Palazzo Marina, nuova sede del Ministero della marina (commissionato nel 1912 e completato nel 1928).

### Gli eventi del 1911

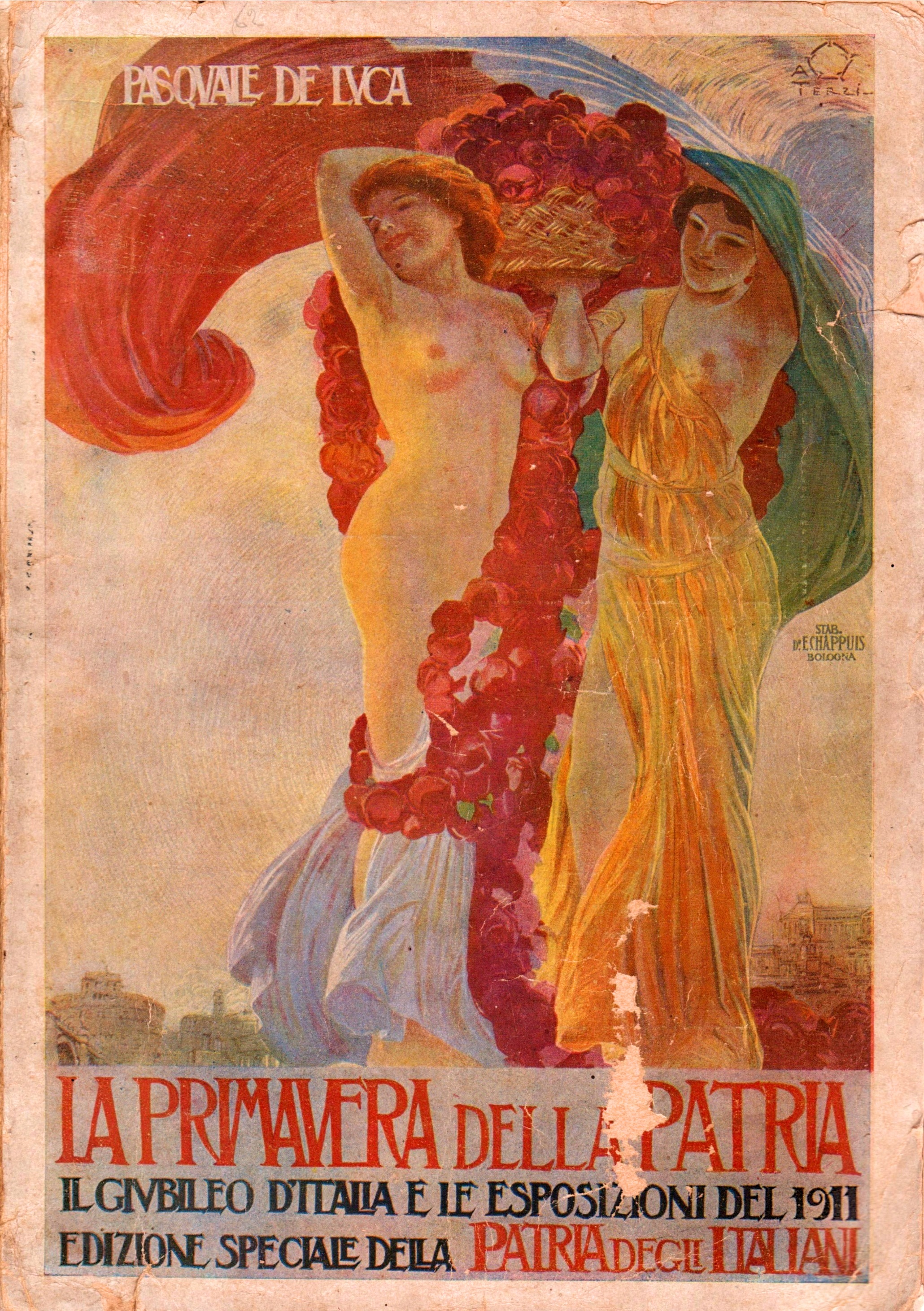
Edizione speciale di una rivista della comunità italiana di Buenos Aires, dedicata alle esposizioni del 1911

In occasione del cinquantenario dell'Unità d'Italia, celebrato tra il marzo e l'aprile 1911, in tutto il Paese si svolsero manifestazioni celebrative. Mentre Torino ospitava l'Esposizione internazionale dell'industria e del lavoro, a Roma si tenne l'Esposizione nazionale con mostre dedicate alle arti e alla cultura, che lasciarono un qualche impatto sull'urbanistica cittadina:
- mostra etnografica e regionale in piazza d'Armi,[11] nucleo delle collezioni nel futuro Museo nazionale delle arti e tradizioni popolari;
- esposizione internazionale di belle arti a Valle Giulia, dove furono inaugurati l'edificio della Galleria nazionale d'arte moderna e contemporanea e i padiglioni delle nazioni ospiti, che però furono tutti smantellati a mostra finita (eccetto l'edificio del Regno Unito, che divenne sede della Scuola britannica);
- mostre retrospettive a Castel Sant'Angelo;
- mostra archeologica alle Terme di Diocleziano, sede del Museo Nazionale Romano;
- mostra del Risorgimento al Vittoriano, inaugurato in tale occasione benché ancora incompiuto.

Furono inaugurati anche il faro degli italiani di Argentina sul Gianicolo, lo Stadio Nazionale su via Flaminia, il ponte Vittorio Emanuele II e il ponte del Risorgimento sul Tevere.

### La riorganizzazione toponomastica
Nel 1921 la Giunta Municipale deliberò l'istituzione di ulteriori sette rioni, portandoli così a 22, quanti sono tuttora.
Furono inoltre istituiti anche i primi quindici quartieri, quale esito dell'intensa urbanizzazione esterna alla cinta delle mura aureliane.
Infine, furono definitivamente fissati a 12 i suburbi. Di questi, in seguito 6 furono promossi a quartieri, 6 permangono tuttora come suburbi.

## La capitale del Fascismo
Il richiamo al mito di Roma in epoca fascista inaugurò una politica d’indirizzo generale per la rinascita della capitale e a farsi strada era l’orgoglio della «grandezza». Si fecero vivi i ricordi dell’antico impero, che sarebbe stato rinnovato, così che nella rievocazione della Roma antica sorgeva la Roma moderna. Nei lunghi anni in cui il mutamento urbanistico fu pensato e realizzato il governo fascista attuò una politica di liberalizzazione e stimolo a ogni tipo di opera delineando una competizione di architetti, ingegneri, archeologi e storici dell’arte sulle spoglie dell’Urbe.
Il centro della città fu interessato da importanti lavori di riqualificazione. Il motivo era ricondotto principalmente a ragioni politico-propagandistiche volto a interrompere la continuità in tutto ciò che “crebbe attorno ai secoli della decadenza” e isolare i monumenti dell’antichità romana facendoli “giganteggiare nella necessaria solitudine”, come sostenne lo stesso Mussolini.
Il principio ispiratore del Piano Regolatore del 1931, di cui il "duce" si dichiarò il padre spirituale, fu quello di una Roma, e con essa l’Italia intera, più grande quanto a monumentalità, legata anche esteriormente all’antico volto imperiale della Roma Cesarea. La decisione riprendeva però una pratica ottocentesca già sperimentata a Parigi e in altre grandi città; gli sventramenti erano conformi a una pratica del restauro intesa come ripristino, una concezione che assunse una funzione fondamentale all’interno di una politica ampia e ben definita. Le opere snaturarono l’originaria trama architettonica di alcuni monumenti, da sempre inseriti in uno straordinario paesaggio urbano in cui convivevano culture e forme di molte epoche.
Il caso più clamoroso fu la creazione di Via della Conciliazione che – sorta dopo l’abbattimento della spina di Borgo – permetteva la visione di San Pietro da lontano e annullava gli studi prospettici ideati da Gian Lorenzo Bernini. L’altro grande sventramento ebbe luogo a Piazza Venezia e intorno al Foro Romano, con l’eliminazione delle case fatiscenti che nascondevano la vista delle rovine e la creazione della scenografica Via dell’Impero (oggi Via dei Fori Imperiali), che unisce Piazza Venezia al Colosseo.
Il fascismo non si limitò a restaurare e liberare i monumenti antichi: concepì una moderna architettura d’ispirazione romana, il razionalismo, il quale tuttavia risultò in stridente contrasto in particolari ambienti urbani.

### Il discorso di Mussolini al nuovo governatore
Con il Regio decreto legge n. 1949 del 28 ottobre 1925, viene istituita per la città di Roma la figura del governatore in sostituzione di quella di sindaco. Da questo momento il governatore verrà nominato dal ministro dell'Interno, vale a dire da Mussolini in persona che - a parte il breve periodo 1924-1926 - ricoprirà ad interim la carica fino al 1943. 
A Roma, in Campidoglio, nella sala degli Orazi e Curiazi, il 31 dicembre 1925, alle 16, Mussolini insedia il primo governatore dell'Urbe nella persona di Filippo Cremonesi. In tale occasione, il presidente del Consiglio pronuncia il seguente discorso:
Il discorso che ho l'onore ed il piacere di rivolgervi sarà di stile romano, intonato nella sua concisione alla solenne romanità di questa cerimonia. Rigorosamente esclusa ogni divagazione retorica, il mio discorso consisterà in un elogio per quanto avete fatto ed in una precisa "consegna" per quanto ancora vi resta da fare. Ricordo che quando nell'aprile del 1924 mi faceste l'onore supremo di accogliermi tra i cittadini di Roma, vi dissi che i problemi della capitale si dividono in due grandi serie: i problemi della necessità e quelli della grandezza.
Dopo tre anni di regio commissariato, nessun osservatore obiettivo può contestare che i problemi della necessità sono stati completamente affrontati ed in buona parte risolti. Roma ha già un aspetto diverso. Decine di quartieri sono sorti alla periferia della città, che ha lanciato le sue avanguardie di case verso il monte salubre, verso il mare riconsacrato.
I dati sintetici del vostro bilancio biennale, eccoli: strade nuove, aumentati i mezzi di comunicazione, miglioramento di tutti i servizi pubblici, scuole, parchi, giardini, assistenza sanitaria, organizzazione igienica in difesa della salute del popolo. Nel tempo stesso riscattati dal silenzio oblioso i Fori, come quello di Augusto, ed i templi, come quello della Fortuna virile.
Tutto ciò è innegabilmente merito vostro; tutto ciò si deve alla vostra instancabile fatica ed al vostro ardente spirito di romanità antica e moderna.
Non ci poteva essere soluzione di continuità in quest'opera. Ecco perché il Governo ha deciso che voi, dopo essere stato per tre anni regio commissario, foste, per naturale diritto di successione, il primo governatore di Roma.
Governatore!
Avete dinnanzi a voi un periodo di almeno cinque anni per completare ciò che fu iniziato ed incominciare l'opera maggiore del tempo secondo.
Le mie idee sono chiare, i mie ordini sono precisi. Sono certissimo che diventeranno realtà concreta. Tra cinque anni Roma deve apparire meravigliosa a tutte le genti del mondo: vasta, ordinata, potente, come fu ai tempi del primo impero di Augusto.
Voi continuerete a liberare il tronco della grande quercia da tutto ciò che l'aduggia. Farete largo attorno all'Augusteo, al teatro Marcello, al Campidoglio, al Pantheon. Tutto ciò che vi crebbe attorno nei secoli della decadenza, deve scomparire. Entro cinque anni, da piazza Colonna, per un grande varco, deve essere visibile la mole del Pantheon. Voi libererete anche dalle costruzioni parassitarie e profane i templi maestosi della Roma cristiana. I monumenti millenari della nostra storia devono giganteggiare nella necessaria solitudine.
Quindi la terza Roma si dilaterà sopra altri colli, lungo le rive del fiume sacro, sino alle spiagge del Tirreno.
Voi toglierete dalle strade monumentali di Roma la stolta contaminazione tranviaria, ma darete modernissimi mezzi di comunicazione alle nuove città che sorgeranno, in anello, attorno alle antiche. Un rettilineo, che dovrà essere il più lungo ed il più largo del mondo, porterà l'empito del mare nostrum da Ostia risorta sin nel cuore della città dove veglia l'Ignoto.
Darete case, scuole, bagni, giardini, campi sportivi al popolo fascista che lavora. Voi, ricco di saggezza e di esperienza, governerete la città nello spirito e nella materia, nel passato e nell'avvenire.
Volgono, per questa vostra grande opera, i fati specialmente propizi.
Da tre anni Roma è veramente la capitale d'Italia. I municipalismi sono scomparsi. Il fascismo ha, fra gli altri, questo non ultimo merito: di avere dato moralmente e politicamente la capitale alla nazione. Roma è oggi altissima nella nuova coscienza della patria vittoriosa.
Aggiungo che il popolo romano ha dato in questi ultimi anni, specialmente in questo che si conclude oggi, prove ammirevoli di ordine e di disciplina. Esso è degno di vivere nella più grande Roma che sorgerà dai nostri sforzi, dalla nostra volontà tenace, dall'amore e dal sacrificio concorde e consapevole di tutte le genti d'Italia.
Governatore!
Al lavoro, senz'altro indugio!
La patria ed il mondo attendono l'avverarsi dell'auspicio, il compiersi della promessa!»

### Il nuovo volto dell'Urbe
Le demolizioni continuarono, con maggiore vigore, sulla falsariga di quanto iniziato negli anni 1880 con la costruzione della grande opera del Vittoriano. Questa operazione demolitrice partì dal circondario di Piazza Venezia iniziando dall’isolamento del colle del Campidoglio con l’abbattimento delle case su via della Consolazione, la scomparsa del quartiere rinascimentale intorno ai Mercati traianei, riportando alla luce l’esedra del Foro di Traiano e liberando la torre delle Milizie dalle sovrastrutture medievali, fino alla scomparsa del quartiere di via Alessandrina, dal quale risorsero i fori lungo la nuova Via dell’Impero. Essa divenne il percorso trionfale delle parate che rievocheranno i fasti dell’antichità e aprì un’enfatica prospettiva sul Colosseo. Piazza Venezia, alla base del colle, fu allargata con la demolizione e ricostruzione del Palazzetto Venezia, la demolizione di Palazzo Bolognetti-Torlonia e una spina di edifici che costituivano una fiancata della Piazza d’Aracoeli. Attigue alla piazza sorsero inoltre nuove arterie come via delle Botteghe Oscure e via S. Marco. Sul versante opposto del colle, le demolizioni aprirono alla costruzione di Via del Mare (oggi via del Teatro di Marcello) che decretò la scomparsa della caratteristica Piazza Montanara, con il conseguente spostamento della sua fontana. Gli interventi erano mirati a valorizzare gli edifici di origine romana isolandoli dall’edilizia sorta nelle epoche successive, eliminata - con qualche eccezione - senza alcun riguardo: in questo scenario, Via del Mare aprì la vista verso il Foro Boario, dove anche il Tempio di Portuno e il Tempio di Ercole Vincitore vennero separati dagli edifici circostanti che vennero demoliti. Il Teatro di Marcello venne anch’esso isolato dall’edilizia che gravava da secoli verso il colle e le botteghe medievali sorte sotto i suoi archi vennero eliminate.
Fra il 1936 e il 1950 l’apertura di Via della Conciliazione sancì la demolizione della spina di Borgo e delle zone adiacenti aprendo ad una panoramica in campo lungo dal Tevere verso San Pietro. Demoliti totalmente o parzialmente furono palazzi rinascimentali (dei Convertendi, Rusticucci, del Governatore, di Jacopo da Brescia, Cesi), chiese (San Giacomo a Scossacavalli, San Michele Arcangelo, Santa Maria della Purità, Santa Maria Annunziata, San Lorenzo in Piscibus), conventi e abitazioni. Per mitigare l’eccessiva larghezza della via, fu creata una doppia fila di obelischi soprannominati “lanternischi”. Alcuni edifici furono ricostruiti con tecniche moderne utilizzando talvolta elementi decorativi originali. Gli abitanti della zona vennero spostati nell’estrema periferia romana. La realizzazione di Via della Conciliazione non fu dettata dalla sola retorica, i ripetuti progetti di ampliare lo spazio davanti a S. Pietro, già risalenti a Bernini, dimostrano una certa esigenza di adattabilità che la città avvertiva da tempo.

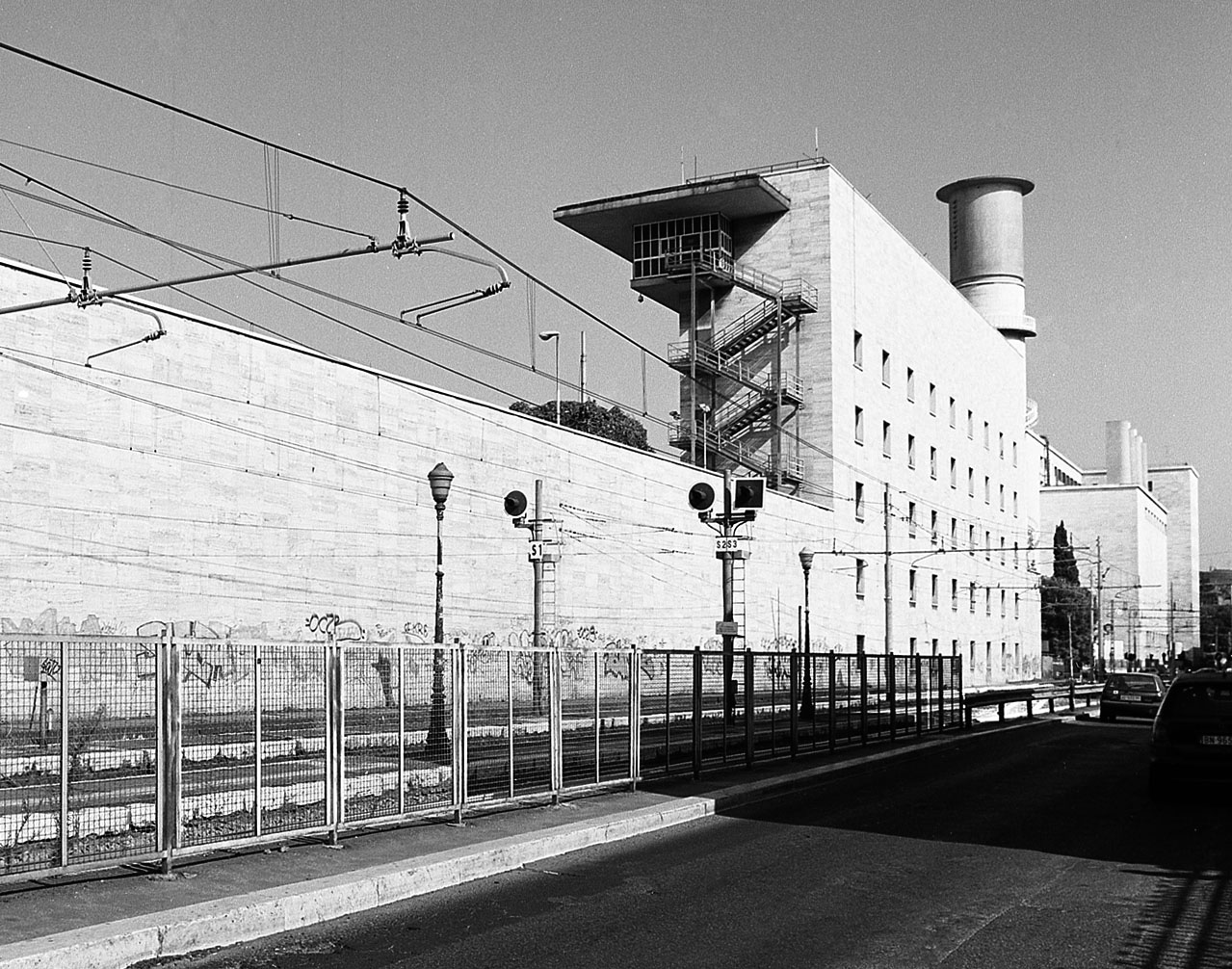
Stazione Termini lato via Giolitti

I vecchi rioni furono messi a dura prova dal piccone; dall’abbattimento degli edifici attorno a Piazza Madama sorse il corso del Rinascimento, l’integrità di Piazza Navona fu preservata dal progetto di uno sbocco dal Ponte Umberto e nacque il Largo di Torre Argentina a seguito del rinvenimento dell’area sacra. Nel 1938, scomparve l'Auditorium dell’Augusteo con la creazione di Piazza Augusto Imperatore allo scopo di isolare le rovine del Mausoleo di Augusto ed esaltarne la struttura archeologica. Per fare ciò, si demolì un intero quartiere, salvando solamente tre chiese monumentali: quella di S. Girolamo, di S. Rocco e di S. Carlo al Corso. La piazza fu però circondata da nuovi elementi: su tre lati furono costruiti i Palazzi dell’INPS e sull’ultimo, al posto del porto di Ripetta, già demolito alla fine dell’Ottocento per la costruzione dei lungotevere, fu eretto il provvisorio edificio contenente l'Ara Pacis Augustae, ricostruita grazie al lodevole recupero di gran parte del tempio dai sotterranei di Palazzo Fiano. Poco distante, gli edifici sull’armoniosa Piazza Nicosia furono abbattuti e ricostruiti con l’impiego dello stile razionalista dell’epoca. Nello stesso anno alla Stazione Termini, lato via Giolitti, iniziò la costruzione dell’edificio atto ad ospitare i nuovi apparati ferroviari (progetto di Angiolo Mazzoni) e fu iniziato lo smantellamento della vecchia struttura frontale della stazione, completata solamente nel 1950 con l’attuale ardita pensilina.
Si ebbero poi, gli ambienti completamente nuovi costruiti nelle zone periferiche della città, destinati a dare una fisionomia moderna a Roma. Così fu per la Città universitaria, con il sontuoso ingresso in travertino, situata nel quartiere Tiburtino; altra città fu quella dello sport, il Foro Mussolini, oggi Foro Italico, un complesso di strutture a nord di Roma, ubicate tra il Monte Mario e il Tevere; qui la retorica dell’architettura fascista ebbe ampio spazio, evidenziata nell’Accademia di educazione fisica e nello Stadio dei Marmi con le 60 statue degli atleti, dono di altrettante provincie italiane. A dominare il tutto il monolito Dux, moderno obelisco in marmo di Carrara, esaltazione trionfale della persona stessa di Mussolini. Sulla via Tuscolana sorse anche la città del cinema, Cinecittà, una sorta di Hollywood italiana, per quella che era una delle pochissime industrie della capitale; un grande complesso di stabilimenti di produzione fiancheggiato dall’Istituto Nazionale Luce e dal Centro sperimentale di cinematografia. Infine, nell’ottica di espansione verso il mare, la nuova Roma vide la costruzione dell’autostrada Roma-Ostia, ideale ampliamento di una grande metropoli. In questo disegno rientrava la scelta della zona delle Tre Fontane per l’esposizione celebrativa del ventennale della marcia su Roma, e fu l’E42.

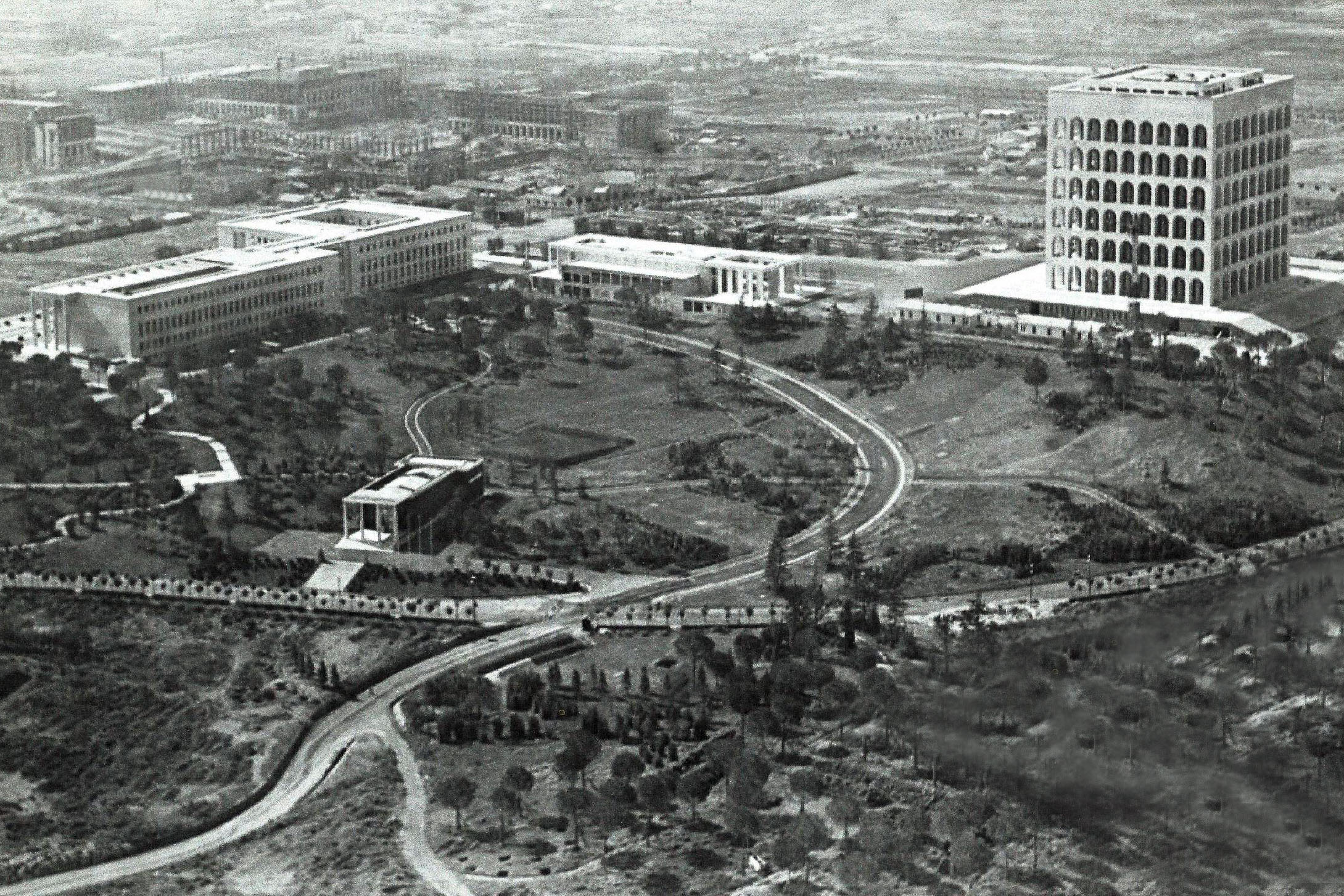
Il quartiere E42 in costruzione maggio 1940

In questo periodo si assiste anche alla creazione dei primi nuclei urbani di edilizia popolare nei quadranti della città, lontani dal centro e spesso fuori dalle norme del piano regolatore. La progressiva urbanizzazione infatti, non fu articolata in zone specifiche ma fu sparsa ovunque. La crescita intensiva, «a palazzine», avvenne prevalentemente ad Est, tra la via Salaria e Appia. Ad Ovest, viceversa, tra la via Flaminia e Portuense, l’edificazione avvenne primariamente «a villini».

### Le borgate
Le borgate di Roma possono essere divise in ufficiali e spontanee. Le prime furono frutto di una pianificazione urbanistica tesa a liberare il centro storico di tutte quelle attività artigianali che ne avevano costituito il fulcro, e a trasferirle in periferia, ben oltre quello che era, allora, il centro abitato. Ciò allo scopo di dare una nuova veste coreografica alla città, e di tracciare una netta linea di demarcazione tra la vita civile e quella rurale. Attuate a partire dal 1924 e realizzate fino al 1937 (con una piccola appendice nell'immediato dopoguerra), sono riconoscibili ancora oggi sebbene ormai inglobate nel tessuto urbano della capitale.
Per quanto riguarda le borgate spontanee, ossia gli insediamenti sorti nel Dopoguerra senza essere previsti da alcuna norma urbanistica e in gran parte costituiti da immobili realizzati senza licenza edilizia, esse furono costruite principalmente da immigrati provenienti da fuori della capitale che, in base alla legge fascista di repressione dell'urbanesimo, non disponendo di un contratto di lavoro regolare non avevano diritto alla residenza in città. A partire al 1953 si avviò un primo censimento ufficioso di tali insediamenti, sparsi in vari punti della periferia di Roma, spesso nelle vicinanze delle borgate ufficiali. Il piano regolatore del 1962 prese atto dell'esistenza di questi insediamenti (denominati "zone F"), anche allo scopo di rendere possibile l'installazione dei servizi pubblici spesso del tutto assenti, e pose le regole per il loro completamento, in attesa di piani particolareggiati che, pur messi allo studio, furono approvati solo in piccola parte. Questa strategia, tuttavia, non arrestò la nascita di ulteriori insediamenti abusivi, a volte addirittura di lusso, spingendo il Comune di Roma a varare dei provvedimenti urbanistici (ad esempio, la variante al piano regolatore del 1980, che introdusse le "zone O") allo scopo di riconoscerne l'esistenza e dare il via al completamento dei lotti liberi fra quelli già edificati, nell'attesa di piani particolareggiati che vedranno la luce con molti anni di ritardo.
Ancora più precarie le condizioni dei cosiddetti borghetti. Gli alloggi ricavati in tali insediamenti, essendo costruiti con materiali di risulta o di fortuna, senza servizi igienici e spesso a ridosso di fossati per garantire lo smaltimento dei rifiuti organici, presentavano giocoforza caratteristiche di estrema precarietà, scarsa igiene quando non addirittura inabitabilità. Una volta avviata la realizzazione dei primi insediamenti previsiti dal primo Piano di edilizia economico-popolare approvato nel 1964 (PEEP), si poté procedere al loro progressivo smantellamento - essendo praticamente impossibile realizzare qualsivoglia intervento che ne potesse garantire l'abitabilità e l'accatastamento - messo in atto dopo il cambio di colore politico della giunta comunale di Roma, passata nel 1976 da una maggioranza guidata dalla DC a una guidata dal PCI, che espresse Giulio Carlo Argan come sindaco. Gli abitanti dei borghetti (spesso definiti, anche con intento spregiativo, baraccati) furono progressivamente trasferiti in alloggi di edilizia popolare a cura sia del Comune di Roma che dell'Istituto Autonomo delle Case Popolari della provincia di Roma, e verso la seconda metà degli anni ottanta i borghetti erano in gran parte scomparsi. Attualmente esistono, in maniera ridotta, sotto altre forme, a opera di lavoratori stranieri immigrati che vivono in condizioni di precarietà del lavoro quando non di clandestinità.

### Architetture fasciste
Segue un elenco di edifici di Roma risalenti al ventennio e giudicati di maggior rilevanza architettonica.
- Centro storico:
  - Piazza Augusto Imperatore con palazzi dell'INFPS e teca dell'Ara Pacis (1937-8)
  - Palazzo dell'Anagrafe in via L. Petroselli (1936-9)
  - Casa Madre dell'ANMIG in lungotevere Castello (1925-8)
  - Palazzo Piacentini, sede del Ministero delle corporazioni (oggi dello sviluppo economico) in via Vittorio Veneto (1928-32)
  - Sede del Ministero dell'Africa Italiana (completato nel 1952 come sede della FAO)
  - Palazzo dei Marescialli in piazza Indipendenza (1937-8), dal 1962 sede del Consiglio superiore della magistratura
  - Sede dell'INFAIL in via IV Novembre
  - Sede dell'INA in via L. Bissolati
  - Sede dell'ONMI a lungotevere Ripa
  - Sede dell'Istituto centrale di statistica in via C. Balbo
  - Ponte Principe Amedeo Savoia Aosta (1942)
- Q. I Flaminio, Q. II Parioli, Q. III Pinciano:
  - Ponte del Littorio (1924-9), dal 1945 ponte Giacomo Matteotti
  - Sede della Facoltà di Architettura della Sapienza a Valle Giulia (1930-2)
  - Museo civico di zoologia (1932)
  - Caserma della MVSN, oggi Comando militare della Capitale (1934-6)
  - Ponte Flaminio (1938-51)
- Q. V Nomentano e Q. VI Tiburtino:
  - Città universitaria (1935)
  - Palazzo dell'Aeronautica (1931)
  - Palazzo dell'Istituto superiore di sanità in viale Regina Elena (1931-4)
  - Edificio postale di Roma Nomentano (1933-5)
- Q. XV Della Vittoria:

- - Foro Italico (1932)

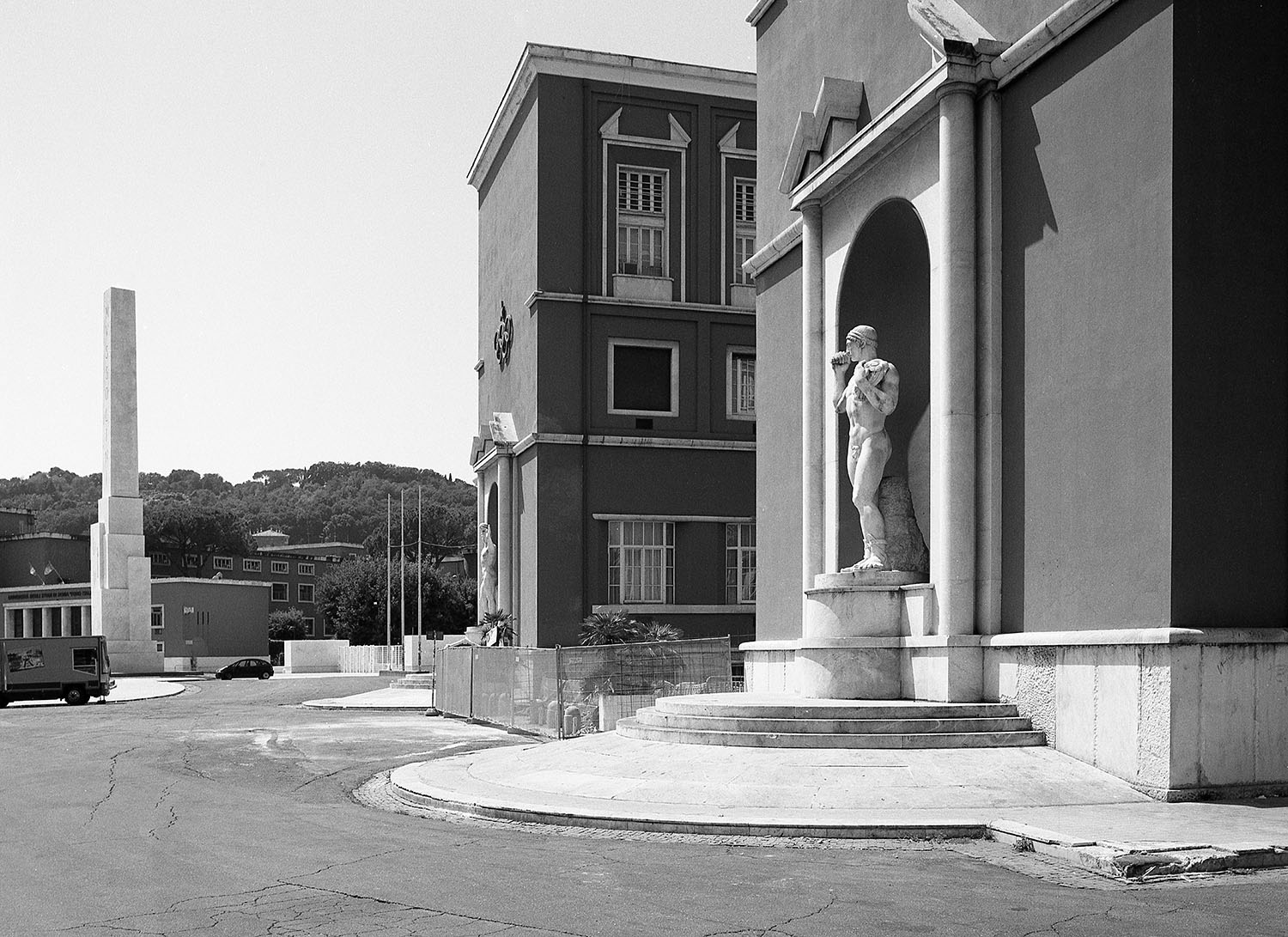
Il Foro Italico

  - Palazzo della Farnesina, sede del PNF (completato nel 1959 come sede del Ministero degli esteri)
  - Ponte Duca d'Aosta (1939-42)
  - Sede dell'Istituto storico e di cultura dell'Arma del genio in lungotevere della Vittoria (1939)
- Complesso di Cinecittà nel suburbio V Tuscolano (dal 1961 Q. XXIV Don Bosco):
  - Studi cinematografici di Cinecittà e sede dell'Istituto Nazionale Luce (1936-7), Centro sperimentale di cinematografia (1937-40)
- Ostia:
  - Palazzo del Governatorato (1924-8)
  - Palazzo delle Poste (1933-4)
  - Collegio Navale IV Novembre (1934-6)

### L'E42

L'EUR in una foto del 1953

Nel 1935 il governatore di Roma, Bottai, propone a Mussolini di candidare la capitale per la futura esposizione universale del 1942, che avrebbe permesso di celebrare i vent'anni della marcia su Roma e proporre il successo del fascismo di fronte a un pubblico internazionale. Il Governo sostiene l'iniziativa con la creazione di un apposito ente autonomo - l'Ente Autonomo Esposizione Universale di Roma - presieduto dal senatore Vittorio Cini. Fu scelta la zona delle Tre Fontane, preferita per collegare idealmente la Roma imperiale, rappresentata dalle Terme di Caracalla, con il mar Tirreno lungo la Via Imperiale (oggi via Cristoforo Colombo): il nuovo quartiere fu progettato per essere il terzo polo di espansione a sud-ovest della città. Questa area meridionale di Roma era estranea al Piano Regolatore del 1931, che richiese di adottare alcune norme per consentire la realizzazione del progetto: un'apposita commissione approvò le norme attraverso alcuni piani particolareggiati esecutivi.
Il senatore Cini propose la collaborazione di numerosi architetti italiani - Giuseppe Pagano, Luigi Piccinato, Luigi Vietti, Adalberto Libera, Gaetano Minnucci, Ernesto Lapadula, Mario Romano, Luigi Moretti - sotto il coordinamento tecnico di Marcello Piacentini, già apprezzato dal regime fascista per il suo classicismo essenzializzato; era lo stesso gruppo che due anni prima aveva progettato la Città universitaria conseguendo risultati positivi. Il governatorato ottenne ingenti risorse finanziarie per gli espropri dei circa 400 ettari di estensione del progetto e la costruzione degli edifici; I lavori ebbero inizio il 26 aprile 1937, quando Mussolini piantò un pino romano sul luogo dove sarebbe nato il nuovo quartiere romano, e il progetto principale fu completato nel 1938.
Il quartiere fu ispirato, secondo l'ideologia del fascismo, all'urbanistica romana classica, apportandovi gli elementi del razionalismo italiano: la struttura prevede un impianto vario ad assi ortogonali ed edifici architettonici maestosi e imponenti, massicci e squadrati, per lo più costruiti con marmo bianco e travertino a ricordare i templi e gli edifici della Roma imperiale. L'elemento simbolo di questo modello architettonico è il Palazzo della Civiltà Italiana, soprannominato "Colosseo Quadrato".
Tuttavia l'esposizione universale non ebbe mai luogo a causa del ritardo dei lavori di costruzione, dell'improvvisa morte del governatore Piero Colonna e dei preparativi per la partecipazione italiana alla seconda guerra mondiale: il progetto originario non fu mai portato a termine e i lavori vennero interrotti nel 1942. La maggior parte delle opere furono destinate a rimanere incompiute; altre, come per esempio il teatro sulla Piazza Imperiale, non furono mai iniziate. Nonostante ciò, l'Esposizione favorì l'esecuzione di un complesso di opere e servizi che successivamente avrebbe favorito la formazione di un nuovo quartiere. Il progetto fu ridefinito e completato nei decenni successivi con edifici moderni, palazzi congressuali e architetture sportive.

## La capitale democratica e cristiana

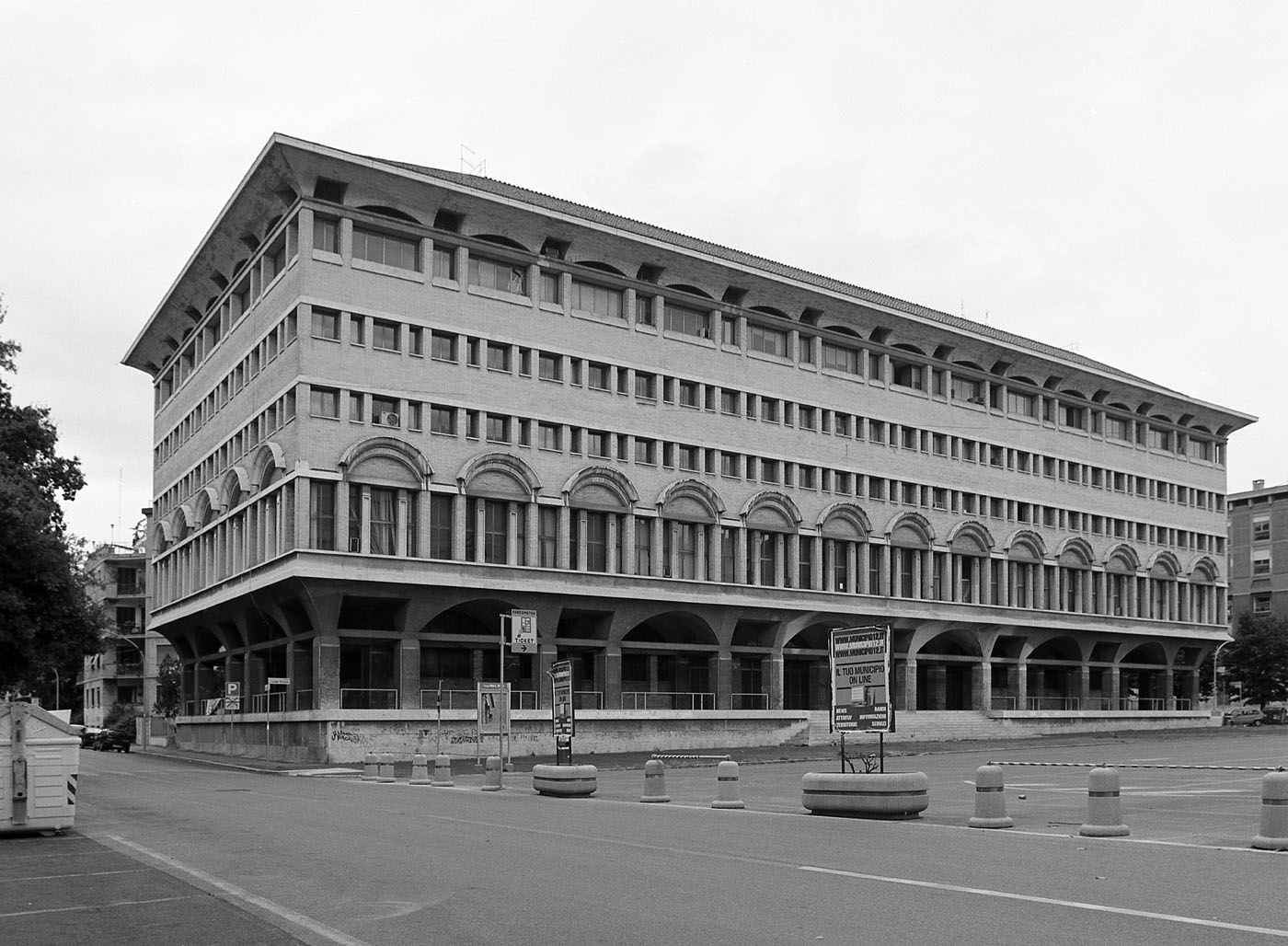
Palazzo Sturzo all'EUR, sede nazionale della DC (1955)

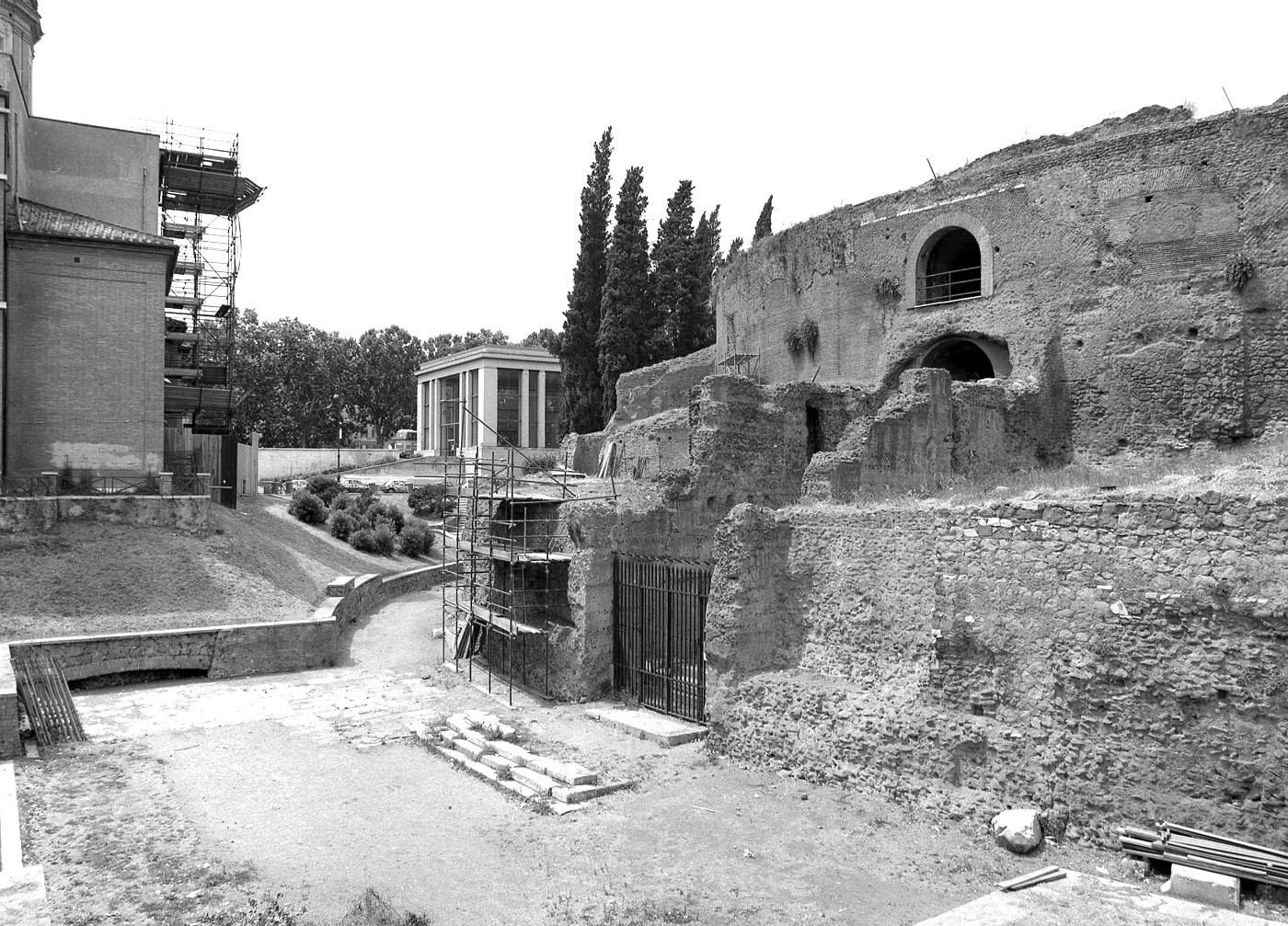
Piazza Augusto Imperatore con ingresso al Mausoleo di Augusto e sullo sfondo la vecchia teca Ara Pacis (1993)

Forti gli intrecci, in questo periodo del capitale di oltretevere e l'urbanistica in Roma, la Società generale immobiliare, di proprietà del Vaticano, contribuì in maniera marcata allo sviluppo urbanistico di Roma, infatti tra gli anni '50 e i '60 numerosi quartieri vennero edificati: Balduina, Pigneto, Vigna Clara, numerose aree sulla Nomentana, Torrevecchia, ma in particolare vanno citati i quartieri cosiddetti "organici" di Casal Palocco e dell'Olgiata, in cui il rapporto tra abitazione e servizi al quartiere non possono essere scissi, l'intenzione dei progettisti dell'Immobiliare era di integrare le strutture sia ricreative che culturali con l'abitazione.
Altri interventi urbanistici inerenti allo sviluppo urbanistico di Roma furono la costruzione di ville sull'Appia Antica e la costruzione dell'Hotel Cavalieri-Hilton, entrambi costruiti con varianti ai vari piani particolareggiati, cui il Consiglio Comunale, di maggioranza democristiana, autorizzò nonostante numerose proteste da parte dell'opinione pubblica.

### Il completamento dei piani del Fascismo
I lavori di sistemazione di Piazza Augusto Imperatore proseguirono ancora dopo la Guerra secondo i piani del 1931: tuttavia nel 1951 un comitato di cittadini appositamente costituito per l'occasione (Italia Nostra) fermò il proseguimento del progetto originario, che prevedeva in particolare la costruzione di una grande arteria di scorrimento fino alla piazza, con gravi danni per varie aree interne al centro storico.

### Le Olimpiadi
Nel 1955 il Comitato Olimpico Internazionale assegnò all'Italia l'organizzazione dei Giochi della XVII Olimpiade, che si tennero a Roma dal 25 agosto all'11 settembre 1960. Per l'occasione furono costruite nuove strutture o riadattate quelle esistenti:
- Villaggio Olimpico, Palazzetto dello Sport e Stadio Flaminio ai Parioli;
- PalaSport, Velodromo Olimpico e Piscina delle Rose all'EUR;
- Stadio Olimpico e Stadio Olimpico del Nuoto nell'area del Foro Italico.

### L'inizio del risanamento
Il Pio Istituto di Santo Spirito venne sciolto nel 1976, con lo scioglimento degli Enti ospedalieri (con la legge 833 del 23/12/1978 che istituiva il Servizio sanitario nazionale): pertanto, i numerosi beni immobiliari e terrieri che lo componevano, frutto di donazioni a fini benefici, furono assegnati al Comune di Roma.

## La capitale del XXI secolo
Nel 2000 Roma ospita il grande Giubileo e, in estate, la Giornata mondiale della gioventù 2000.
Nel 2008 la giunta regionale di centro-sinistra guidata da Piero Marrazzo dispose la chiusura, dopo quasi 7 secoli di attività ininterrotta, dello storico ospedale di San Giacomo degli Incurabili: tale fatto fu accompagnato da forti proteste di intellettuali, politici e diversi comitati cittadini, tra cui Italia Nostra, nonché degli eredi del cardinale fondatore, che si appellarono ai vincoli ospedalieri sanciti dal testamento. Nel 2015 la giunta regionale di centro-sinistra guidata da Nicola Zingaretti dispose la chiusura dello storico ospedale Carlo Forlanini.
Negli anni 2010 emergono progressivamente estesi fenomeni corruttivi tra una parte della politica cittadina, della pubblica amministrazione e di alcune attività imprenditoriali, indicati complessivamente sotto il nome "Mafia Capitale": a partire dal 2014 seguono alcuni processi e prime condanne.
Nel 2012 la città è stata candidata ad ospitare le Olimpiadi del 2020 (poi assegnate a Tokyo), e nuovamente nel 2016 candidata per i giochi del 2024 (poi assegnati a Parigi), ma la candidatura è stata ritirata in entrambe le occasioni (per volontà del governo Monti la prima volta, della sindaca Virginia Raggi la seconda volta); 
Eventi internazionali svoltisi a Roma dagli inizi del XXI secolo
- Giubileo del 2000
- XIII campionati mondiali di nuoto 2009
- Giubileo straordinario della misericordia (2015)
- UEFA Euro 2020
- 16º G20 (2021)
- Ryder Cup 2023

### Architetture contemporanee
Tra le principali architetture inaugurate dagli inizi del XXI secolo in poi si segnalano:
- Auditorium Parco della Musica (1995-2002)
- Museo dell'Ara Pacis (2006)
- Nuovo edificio della stazione Tiburtina (2007-2011)
- Ponte della Musica-Armando Trovajoli (2008-2011)
- Ponte Settimia Spizzichino (2009-2012)
- Museo nazionale delle arti del XXI secolo (MAXXI) (2010)
- Museo di arte contemporanea di Roma (MACRO) (2010)
- Nuovo Centro Congressi (2008-2016)

Auditorium Parco della Musica
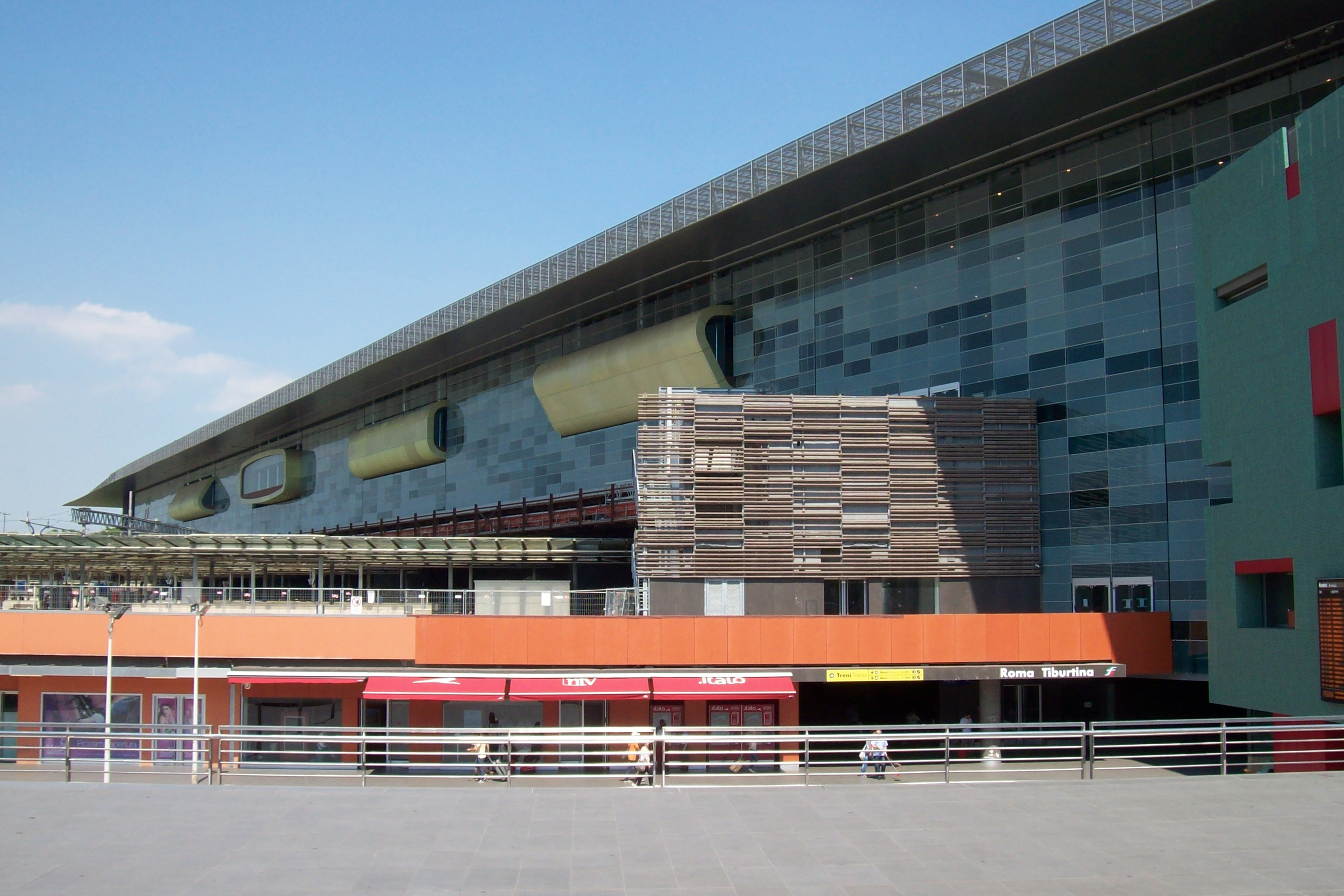
Stazione di Roma Tiburtina
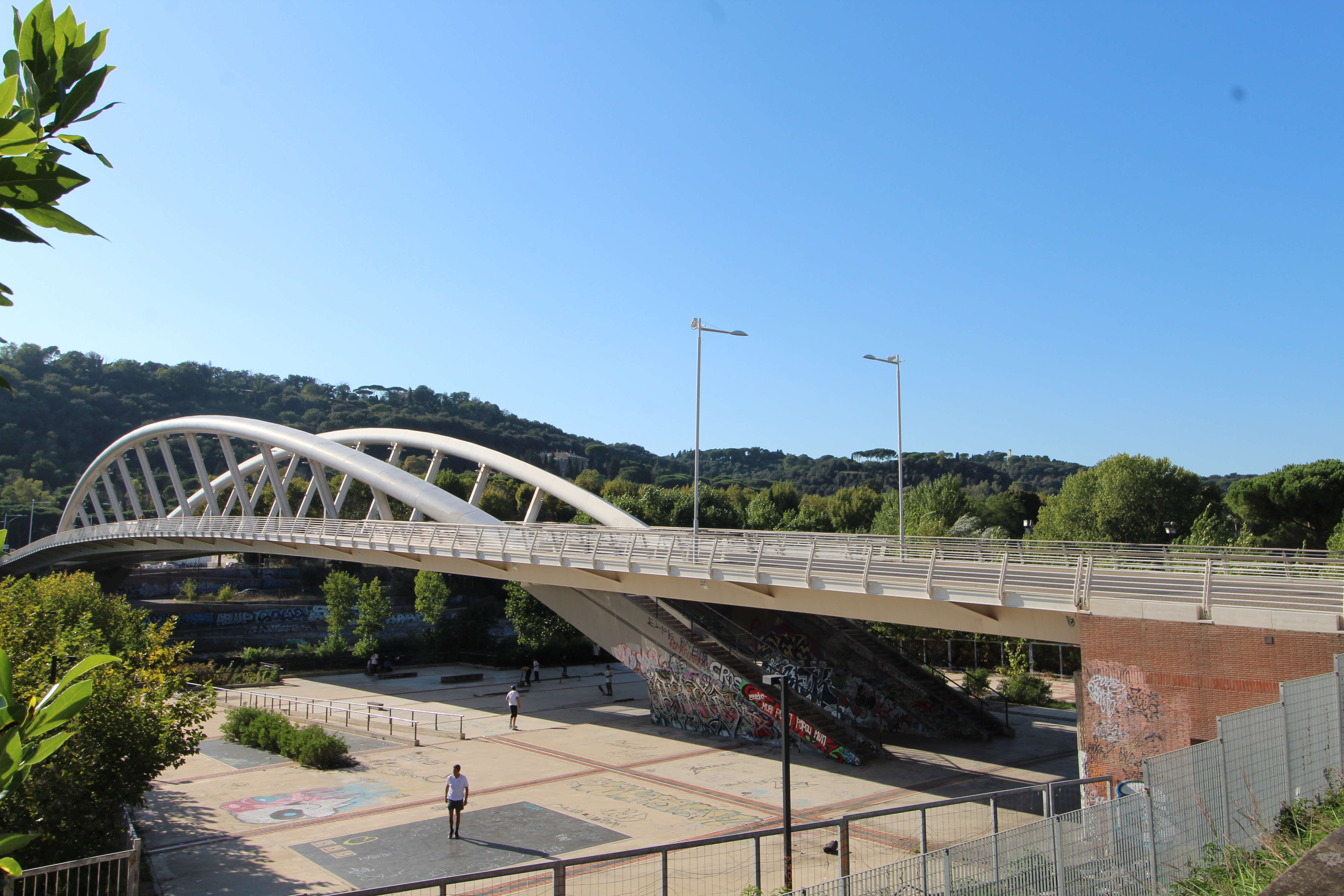
Ponte della Musica-Armando Trovajoli
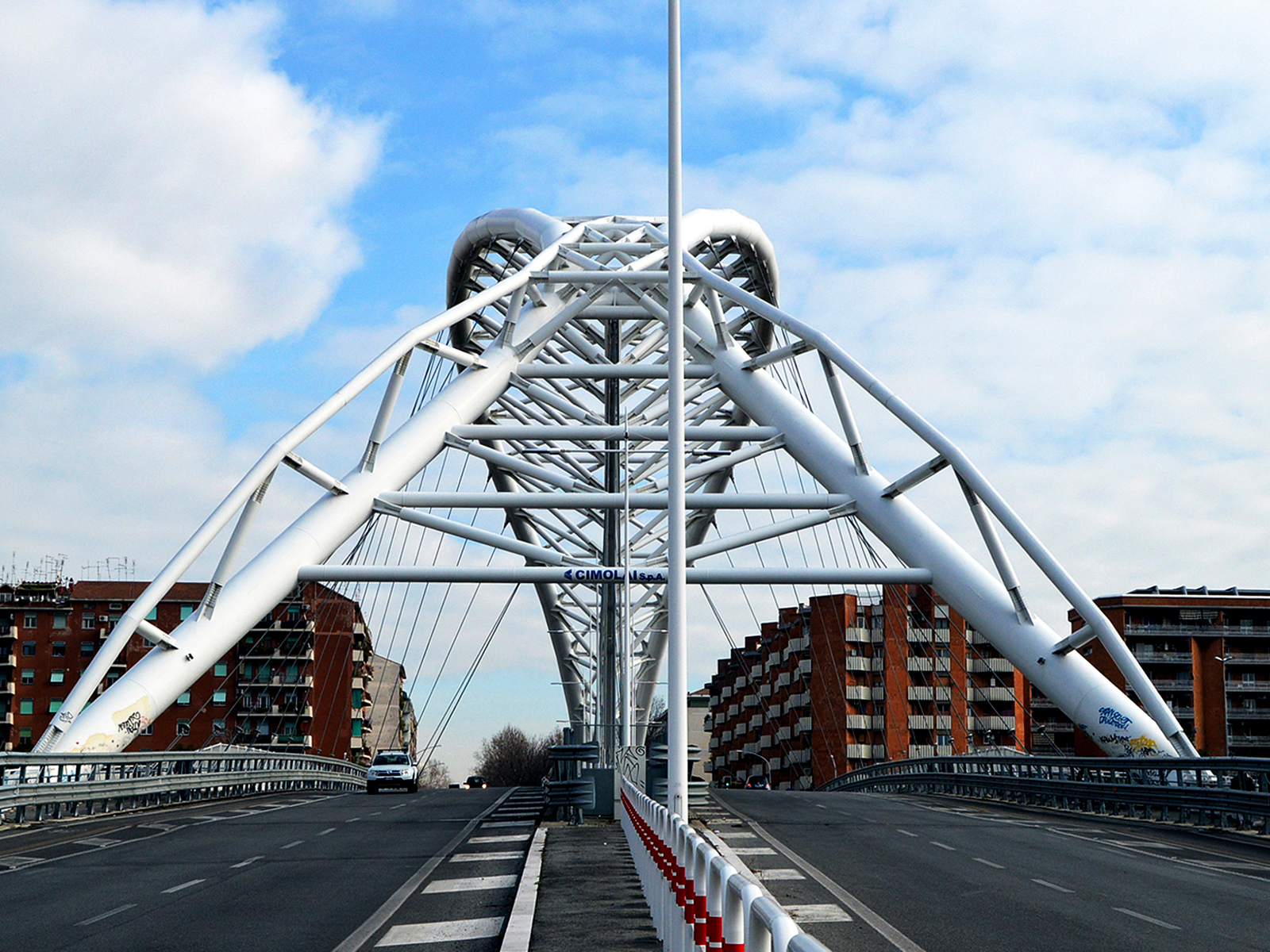
Ponte Settimia Spizzichino
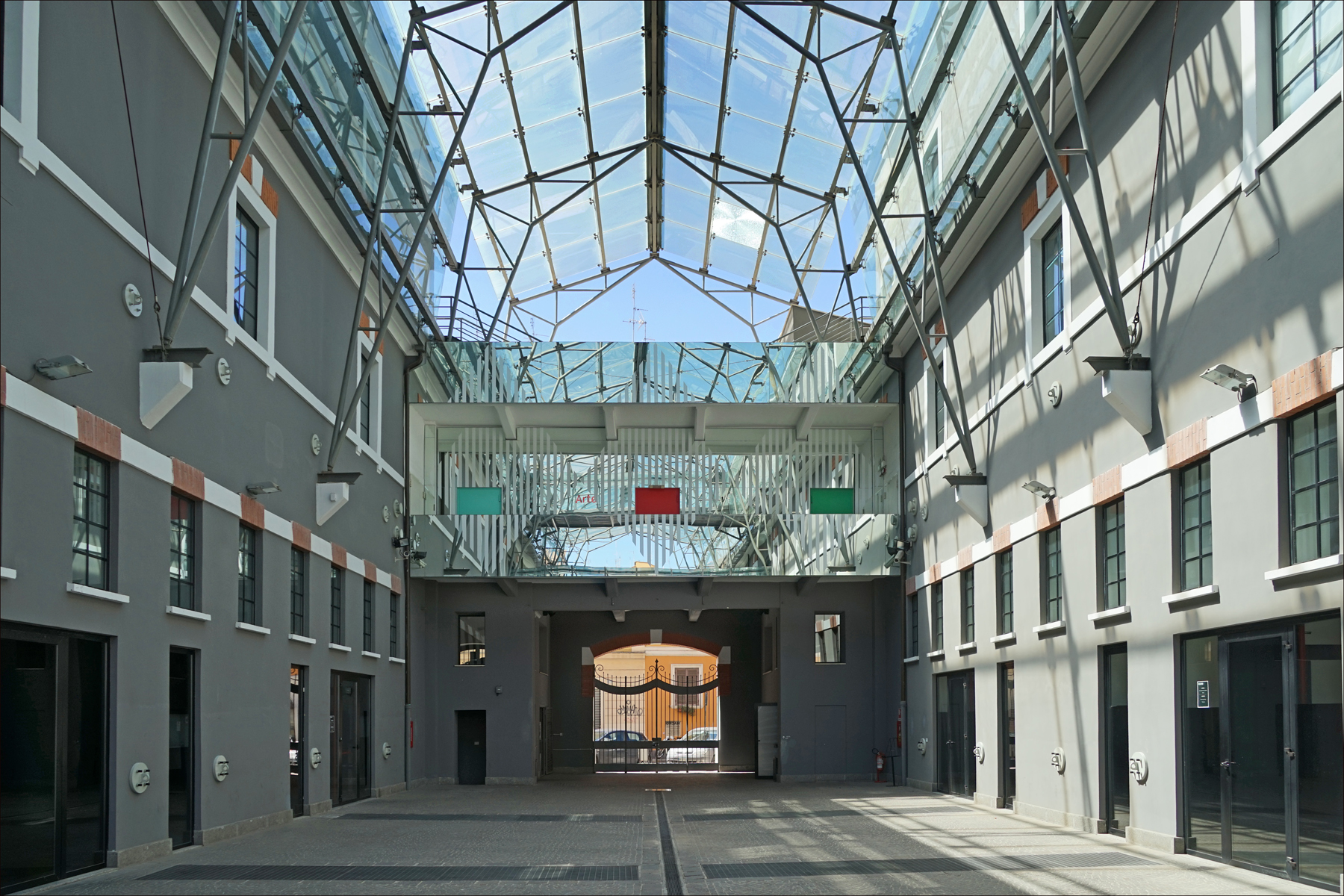
MACRO
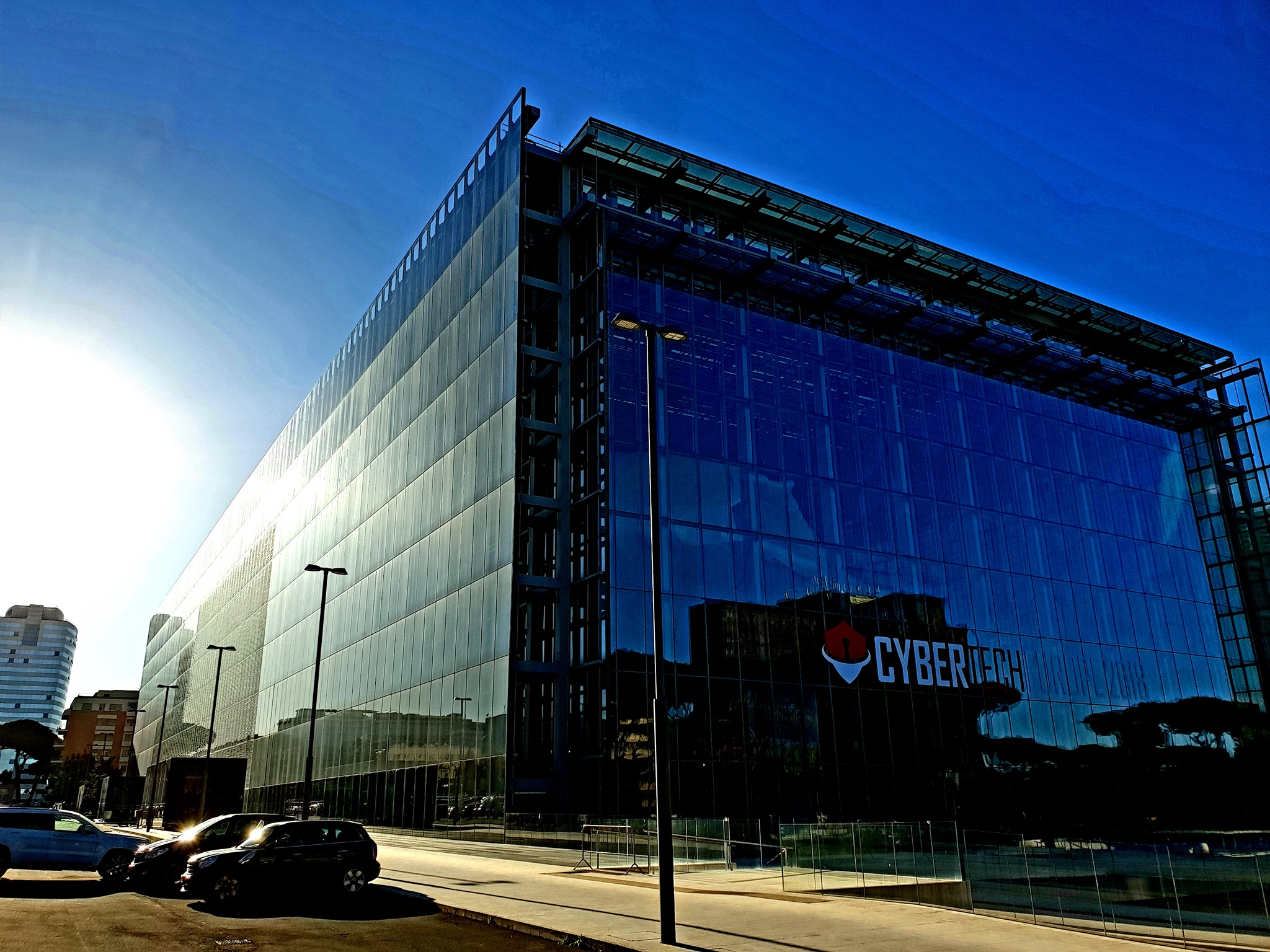
Nuovo Centro Congressi